# Croton (Gattung)
Croton ist eine Pflanzengattung innerhalb der Familie der Wolfsmilchgewächse (Euphorbiaceae). Die etwa 1300 Arten sind hauptsächlich in den Tropen verbreitet.

## Beschreibung

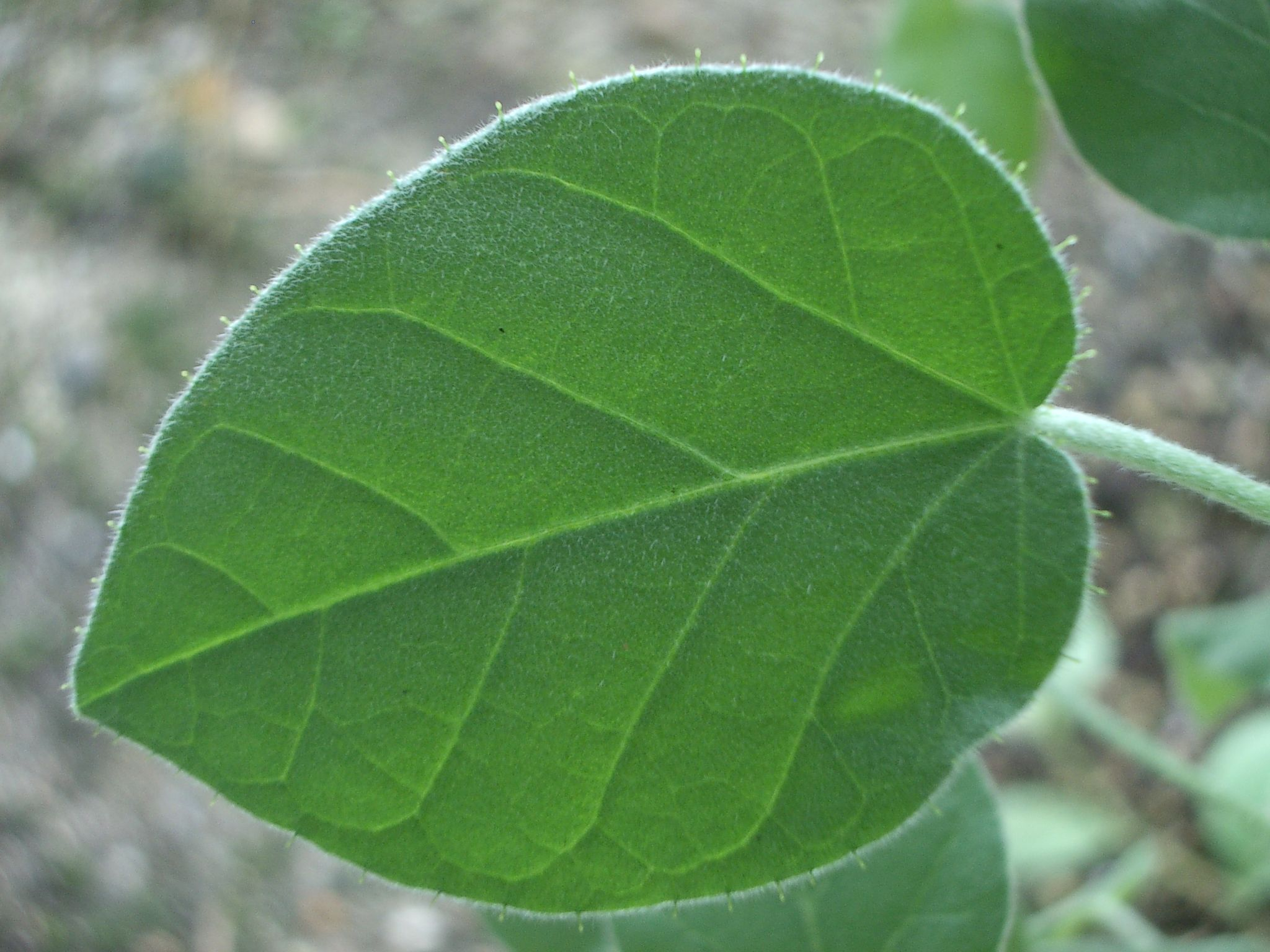
Drüsentragendes Blatt von Croton ciliatoglandulifer

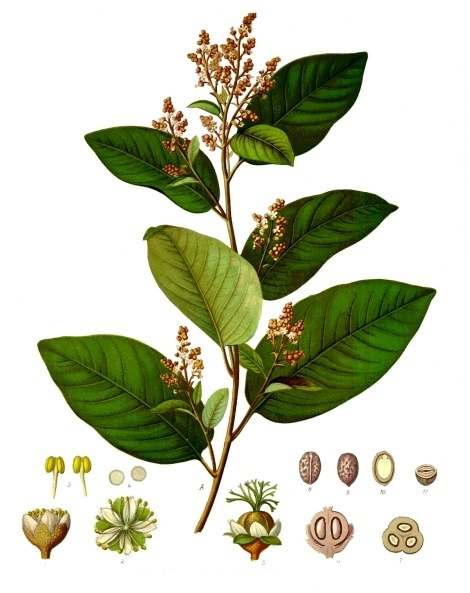
Illustration von Croton eluteria

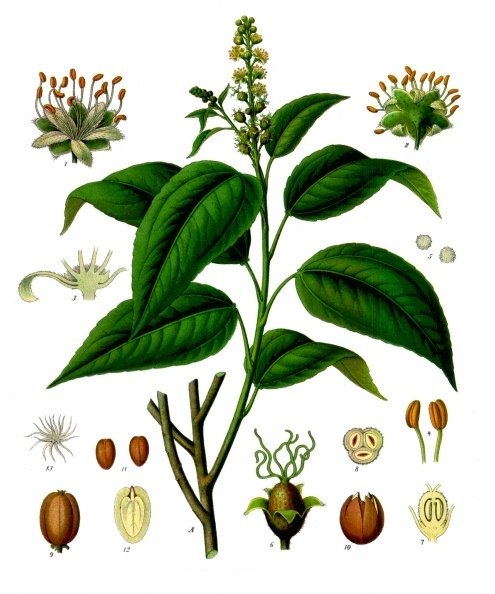
Illustration von Croton tiglium

### Erscheinungsbild und Blätter
Die Gattung Croton ist ausgesprochen formenreich. Es gibt darin sowohl krautige Pflanzen als auch Sträucher und Bäume. Je nach Art ist weißer oder farbiger (rötlicher) Milchsaft reichlich bis kaum vorhanden. Charakteristisch ist die Existenz einer mehr oder weniger dichten Behaarung aus stern- oder schildförmigen Haaren (Indument). Der Blattrand und die Nervatur der einfachen Laubblätter kann sehr verschiedengestaltig sein. Oft haben die Blätter jedoch zumindest am Grunde der Blattspreite zwei Drüsen. Die Blätter sind wechselständig bis wirtelig angeordnet.

### Blütenstände, Blüten und Früchte
Es gibt einhäusige (monözische) und zweihäusige (diözische) getrenntgeschlechtige Arten. Die Blüten sind meistens eingeschlechtig mit einfacher oder doppelter Blütenhülle. Die Blüten sind in endständigen oder achselständigen, meist gemischten, rispigen oder traubigen Blütenständen angeordnet, wobei die weiblichen Blüten an der Basis der Blütenstände sitzen, die männlichen im oberen Teil. Nur selten stehen die Blüten im mittleren Teil auch vermischt. Die Blütenhülle besteht aus je fünf an der Basis verwachsenen Kelchblättern und die Kronblätter fehlen in den weiblichen Blüten der meisten Arten oder sind reduziert. Der Blütenboden ist oft behaart. Die männlichen Blüten stehen bis zu dritt(fünft), die weiblichen einzeln über kleinen Tragblättern. Staubblätter existieren mindestens 5 bis 20. Der dreikammerige Fruchtknoten ist oberständig. Typisch für Croton-Arten sind die teils mehrfach gabelig verzweigten Griffel. Es sind Nektarien vorhanden. Staminodien und Pistillode fehlen, wobei nicht klar ist ob nicht gedeutete reduzierte Petalen doch Staminodien, Kolleteren oder Nektarien sind.
Es werden dreifächrige Kapselfrüchte gebildet.

### Verwendung
In der asiatischen Welt werden Crotonpflanzen schon seit langem in kommerziellen Arzneimitteln verwendet, z. B. gegen Magengeschwüre (Croton stellatopilosus).

## Systematik und Verbreitung
Die Gattung Croton wurde 1753 durch Carl von Linné in Species Plantarum 2, S. 1004 aufgestellt.
Es existiert eine Vielzahl an Synonymen für Croton L.: Agelandra Engl. & Pax orth. var., Aldinia Raf., Angelandra Endl., Anisepta Raf., Anisophyllum Boivin ex Baill. nom. inval., Argyra Noronha ex Baill., Argyrodendron Klotzsch, Aroton Neck., Astrogyne Benth., Aubertia Chapel. ex Baill., Banalia Raf., Barhamia Klotzsch, Brachystachys Klotzsch, Brunsvia Neck., Calypteriopetalon Hassk., Calyptriopetalum Hassk. ex Müll.Arg., Cascarilla Adans., Centrandra H.Karst., Cieca Adans. nom. rej., Cinogasum Neck., Cleodora Klotzsch, Codonocalyx Klotzsch ex Baill., Comatocroton H.Karst., Crotonanthus Klotzsch ex Schltdl., Crotonopsis Michx., Cubacroton Alain, Cyclostigma Klotzsch nom. illeg., Decarinium Raf., Drepadenium Raf., Elutheria Steud., Engelmannia Klotzsch nom. illeg., Eremocarpus Benth., Eutropia Klotzsch, Friesia Spreng., Furcaria Boivin ex Baill., Geiseleria Klotzsch, Gynamblosis Torr., Halecus Rumph. ex Raf., Heptallon Raf., Hendecandra Eschsch., Heptanis Raf., Heterochlamys Turcz., Heterocroton S.Moore, Julocroton Mart. nom. cons., Klotzschiphytum Baill., Kurkas Raf., Lascadium Raf., Lasiogyne Klotzsch, Leontia Rchb., Leptemon Raf., Leucadenia Klotzsch ex Baill., Luntia Neck. ex Raf., Macrocroton Klotzsch, Medea Klotzsch, Merleta Raf., Moacroton Croizat, Monguia Chapel. ex Baill., Myriogomphus Didr., Ocalia Klotzsch, Oxydectes L. ex Kuntze, Palanostigma Mart. ex Klotzsch, Penteca Raf., Pilinophytum Klotzsch, Piscaria Piper, Pleopadium Raf., Podostachys Klotzsch, Saipania Hosok., Schousboea Willd., Schradera Willd., Semilta Raf., Tiglium Klotzsch, Tridesmis Lour., Triplandra Raf., Vandera Raf., Timandra Klotzsch.
Die Gattung Croton gehört zur Tribus Crotoneae in der Unterfamilie Crotonoideae  innerhalb der Familie der Euphorbiaceae.
Die rund 1300 Croton-Arten der Gattung sind fast weltweit in den Tropen verbreitet. Einige wenige Arten findet man auch in Gebieten mit gemäßigtem Klima; Beispiele hierfür sind die nordamerikanischen Arten Croton alabamensis in den US-Bundesstaaten Alabama, Tennessee und Texas sowie Croton californicus in Kalifornien, Arizona und der mexikanischen Baja California. In China kommen etwa 23 Arten vor, 15 davon nur dort.
Mit bis zu  1300 Arten gehört die Gattung Croton zu den artenreichsten im Pflanzenreich.

### Innere Systematik
Die Gattung Croton wird in folgende Sektionen und Untersektionen gegliedert:
| - Sektion Adenophyllum Griseb. - Sektion Anadenocroton G.L.Webster - Sektion Andrichnia Baill. - Sektion Anisophyllum Baill. - Sektion Argyrocroton (Müll. Arg.) G.L.Webster - Sektion Argyroglossum Baill. - Sektion Astraea (Klotzsch) Baill. - Sektion Astraeopsis Baill. - Sektion Barhamia (Klotzsch) Baill. - Sektion Cascarilla Griseb. - Sektion Cleodora (Klotzsch) Baill. - Sektion Codonocalyx Klotzsch ex Baill. - Sektion Corylocroton G.L.Webster - Sektion Croton - Sektion Crotonopsis (Michx.) G.L.Webster - Sektion Cyclostigma Griseb. - Untersektion Cyclostigma (Griseb.) Müll. Arg. - Untersektion Sampatik G.L.Webster - Untersektion Palanostigma Mart. Ex Baill. - Sektion Decalobium Müll. Arg. - Sektion Decapetalon Müll. Arg. - Sektion Drepadenium (Raf.) Müll. Arg. - Sektion Eluteria Griseb. - Sektion Eremocarpus (Benth.) G.L.Webster - Sektion Eutropia (Klotzsch) Baill. - Sektion Furcaria Boivin ex Baill. - Sektion Geiseleria (Klotzsch) Baill. - Sektion Gynamblosis (Torr.) A.Gray - Sektion Julocroton (Mart.) G.L.Webster - Sektion Klotzschiphytum (Baill.) Baill. - Sektion Lamprocroton (Müll. Arg.) Pax - Sektion Lasiogyne (Klotzsch) Baill. - Sektion Luntia (Raf.) G.L.Webster - Untersektion Cuneati G.L.Webster - Untersektion Matourenses G.L.Webster - Sektion Medea (Klotzsch) Baill. - Sektion Micranthis Baill. - Sektion Monguia Baill. - Sektion Ocalia (Klotzsch) Baill. - Sektion Octolobium Chodat & Hassl. - Sektion Pilinophyton (Klotzsch) A.Gray - Sektion Podostachys (Klotzsch) Baill. - Sektion Quadrilobus Müll. Arg. - Sektion Tiglium (Klotzsch) Baill. - Sektion Velamea Baill. |

### Arten

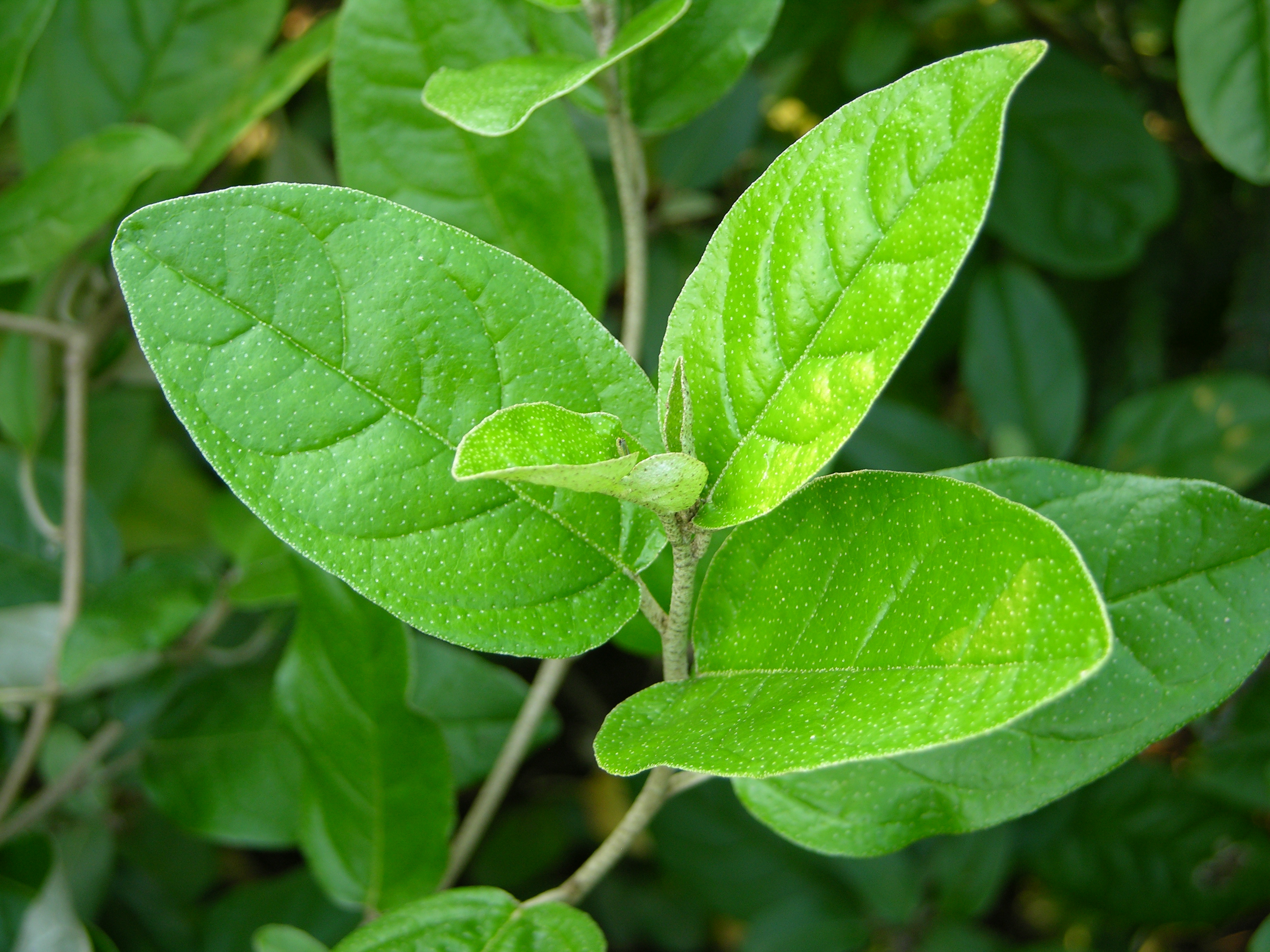
Gestielte Laubblätter von Croton alabamensis

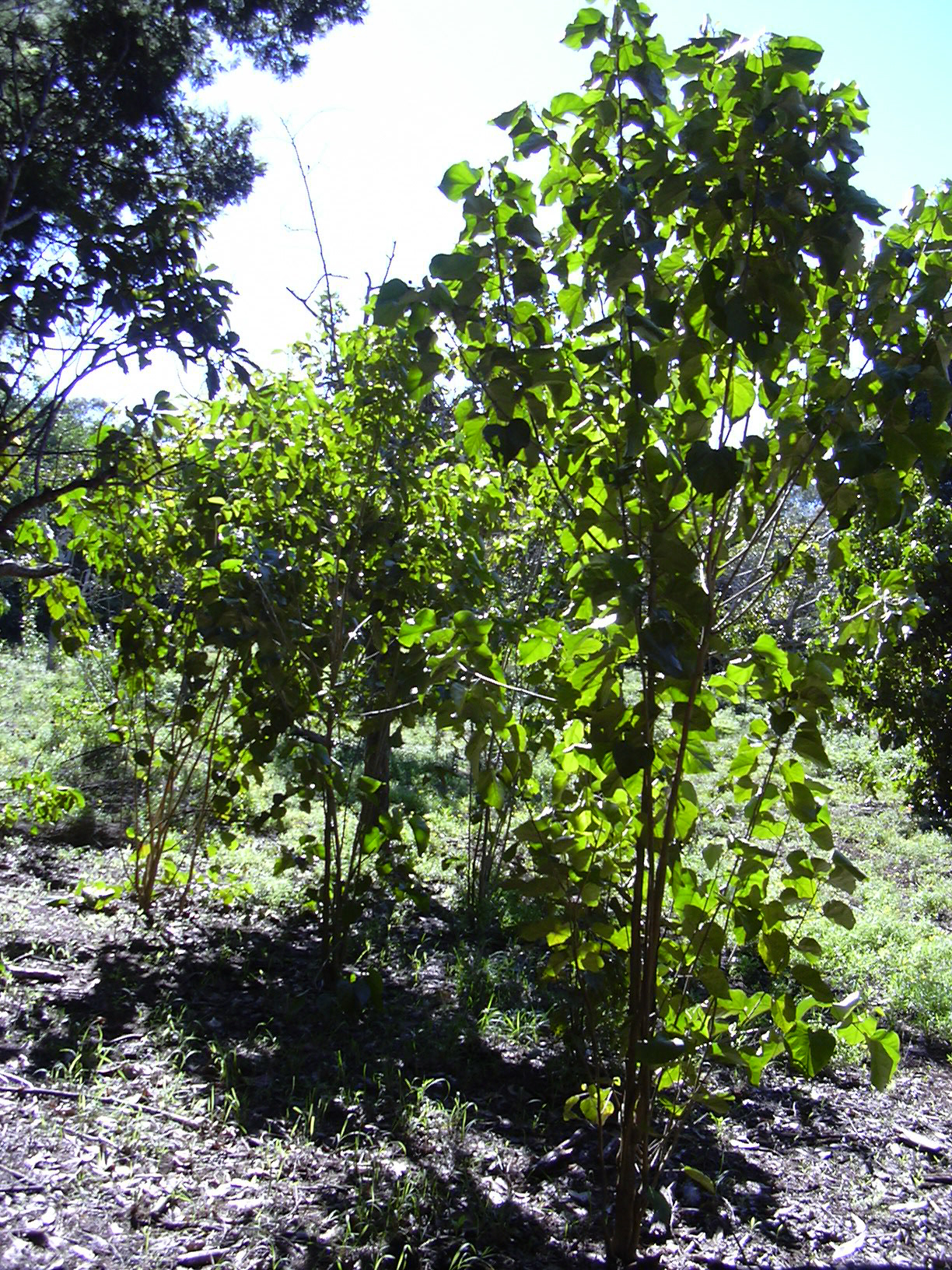
Croton guatemalensis

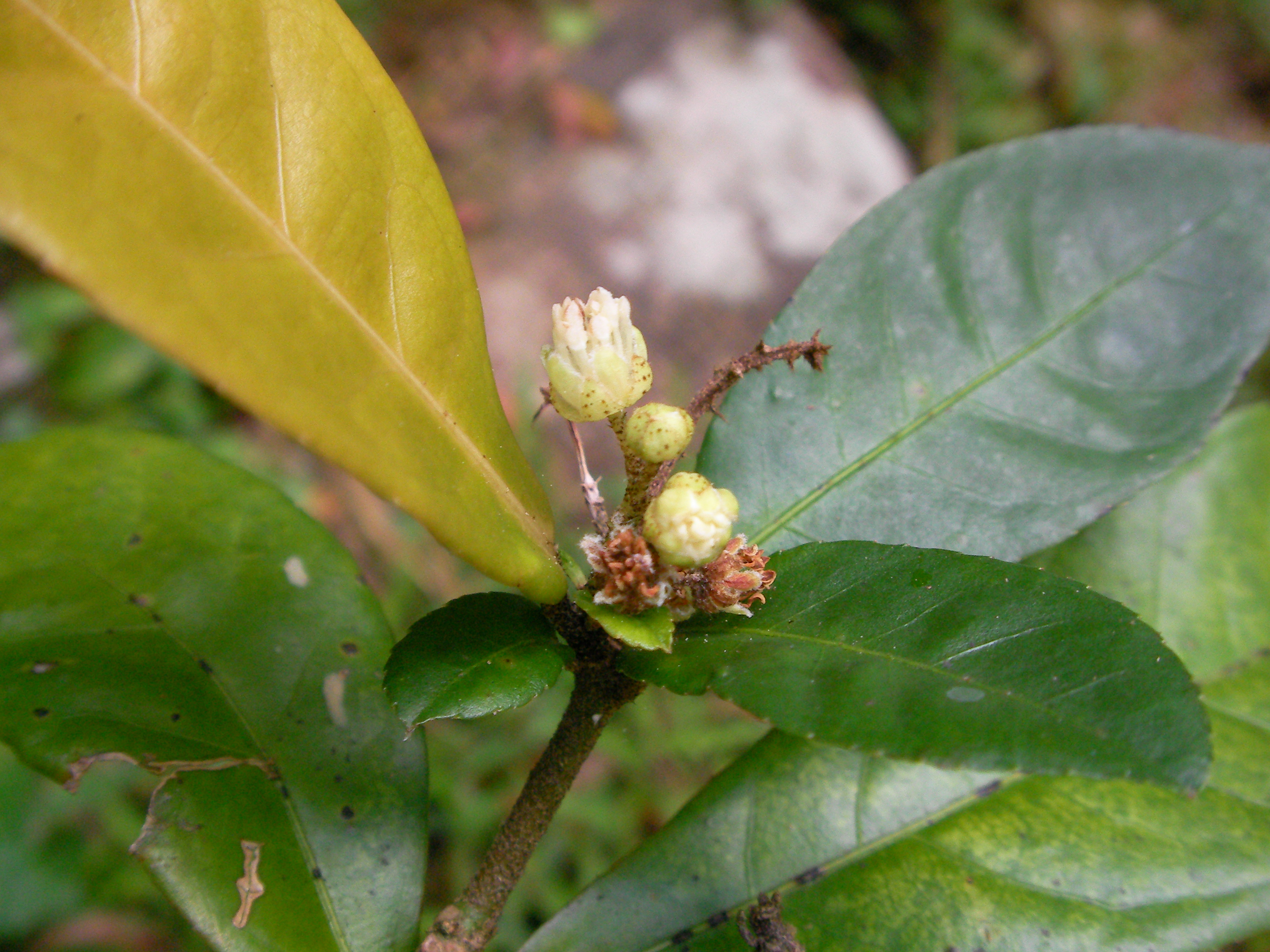
Croton hancei

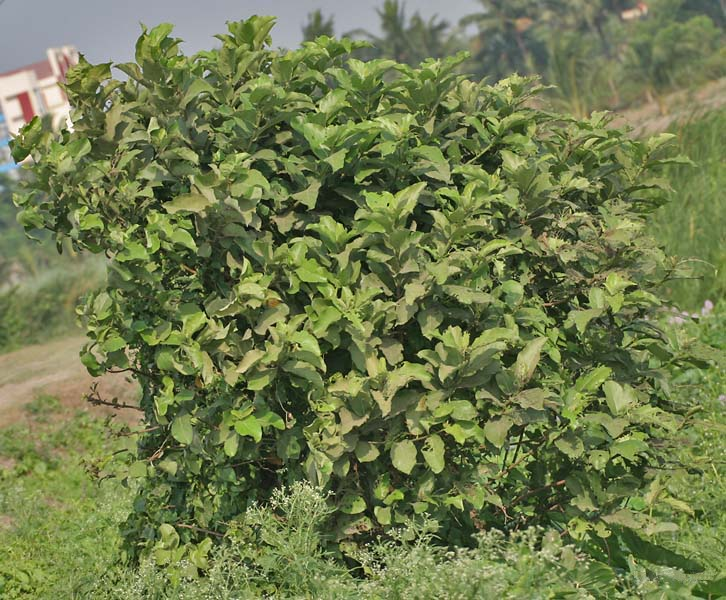
Croton laevigatus

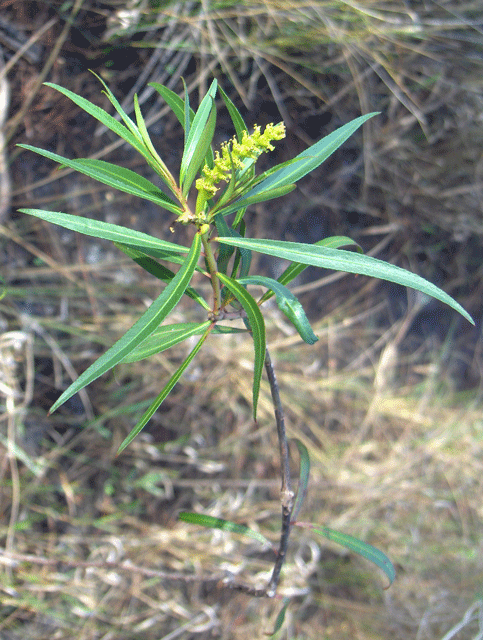
Croton linearis

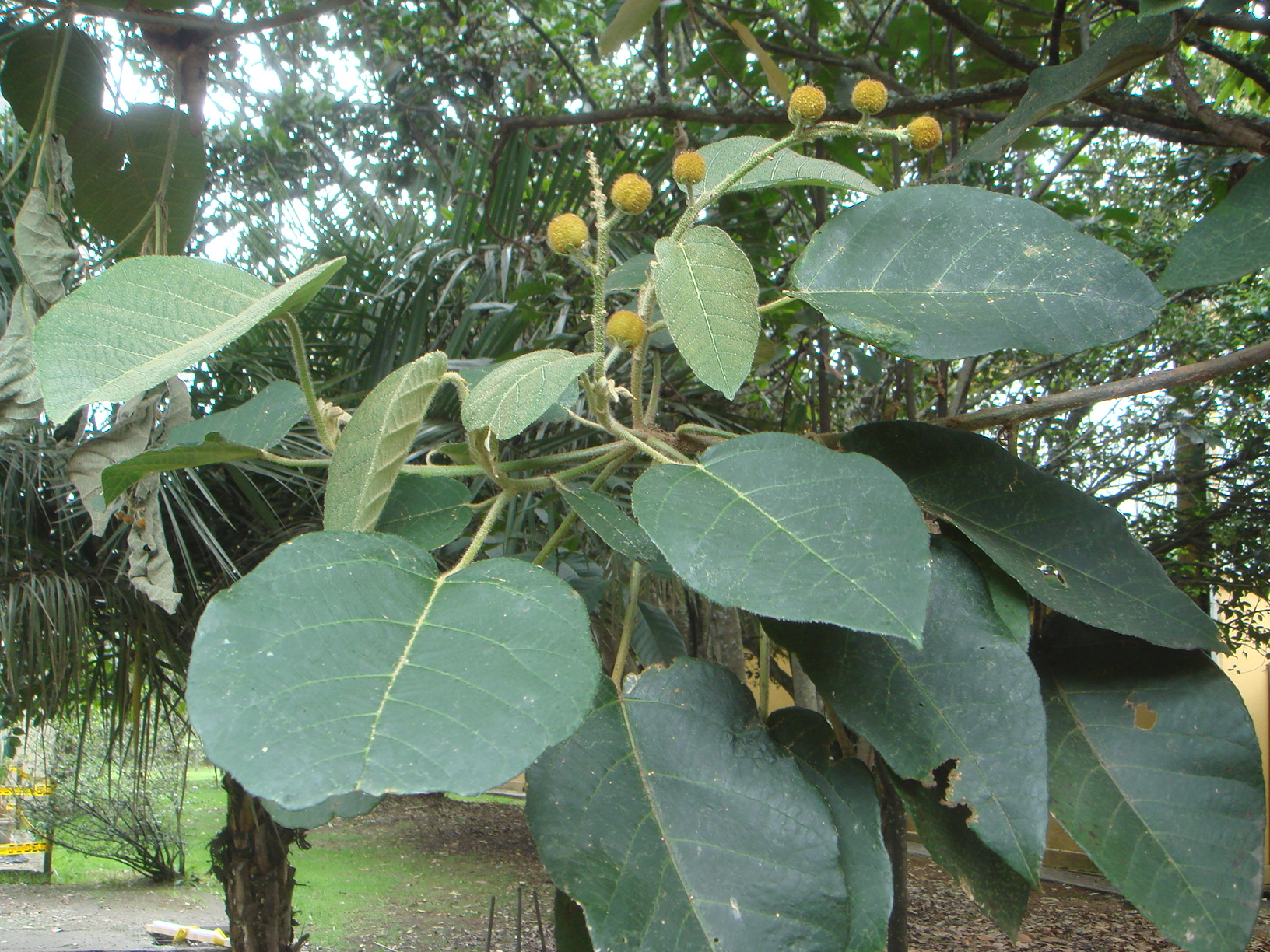
Gestielte Laubblätter und Früchte von Croton magdalenensis

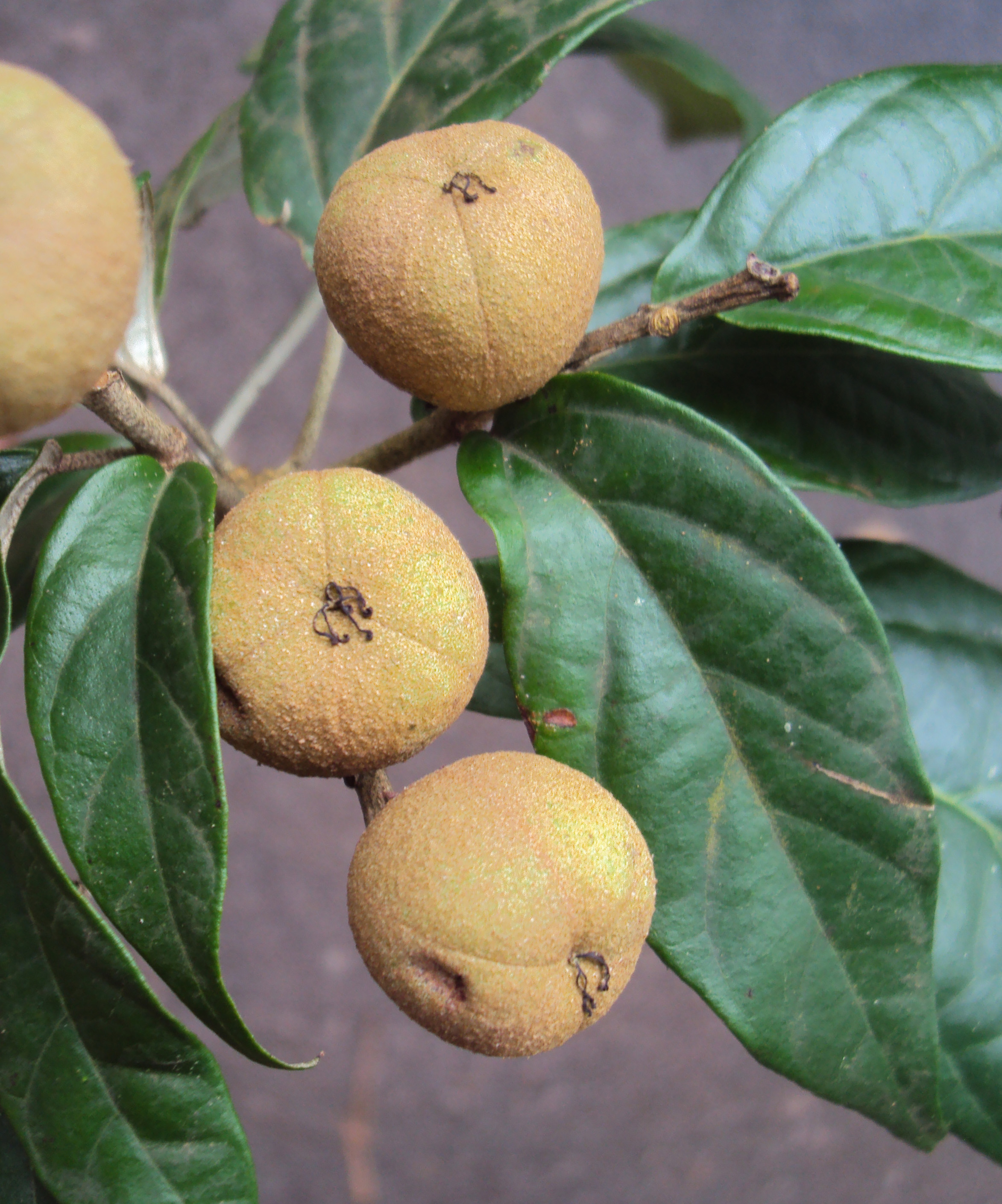
Laubblätter und Früchte von Croton magdalenensis

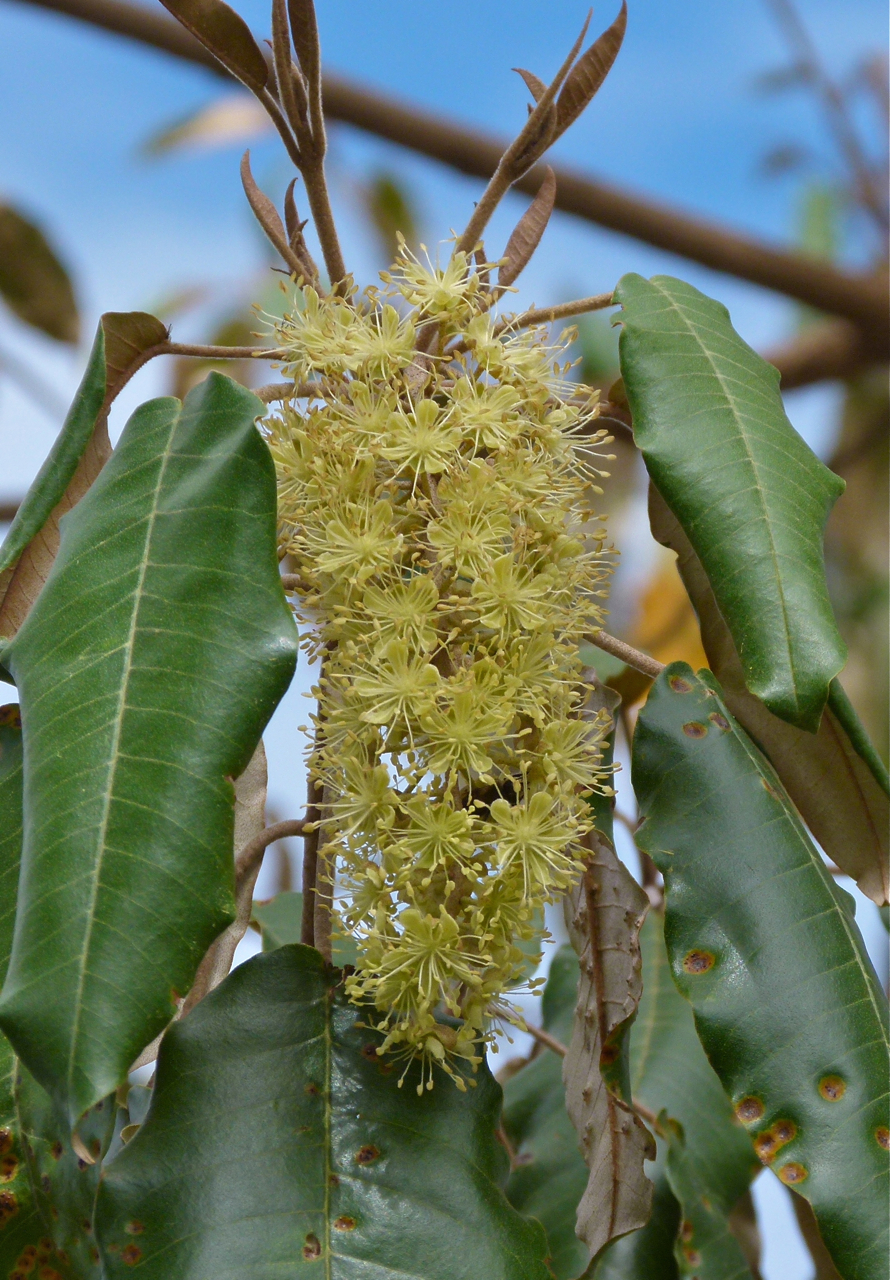
Laubblätter und Blütenstand mit Blüten im Detail von Croton megalocarpus

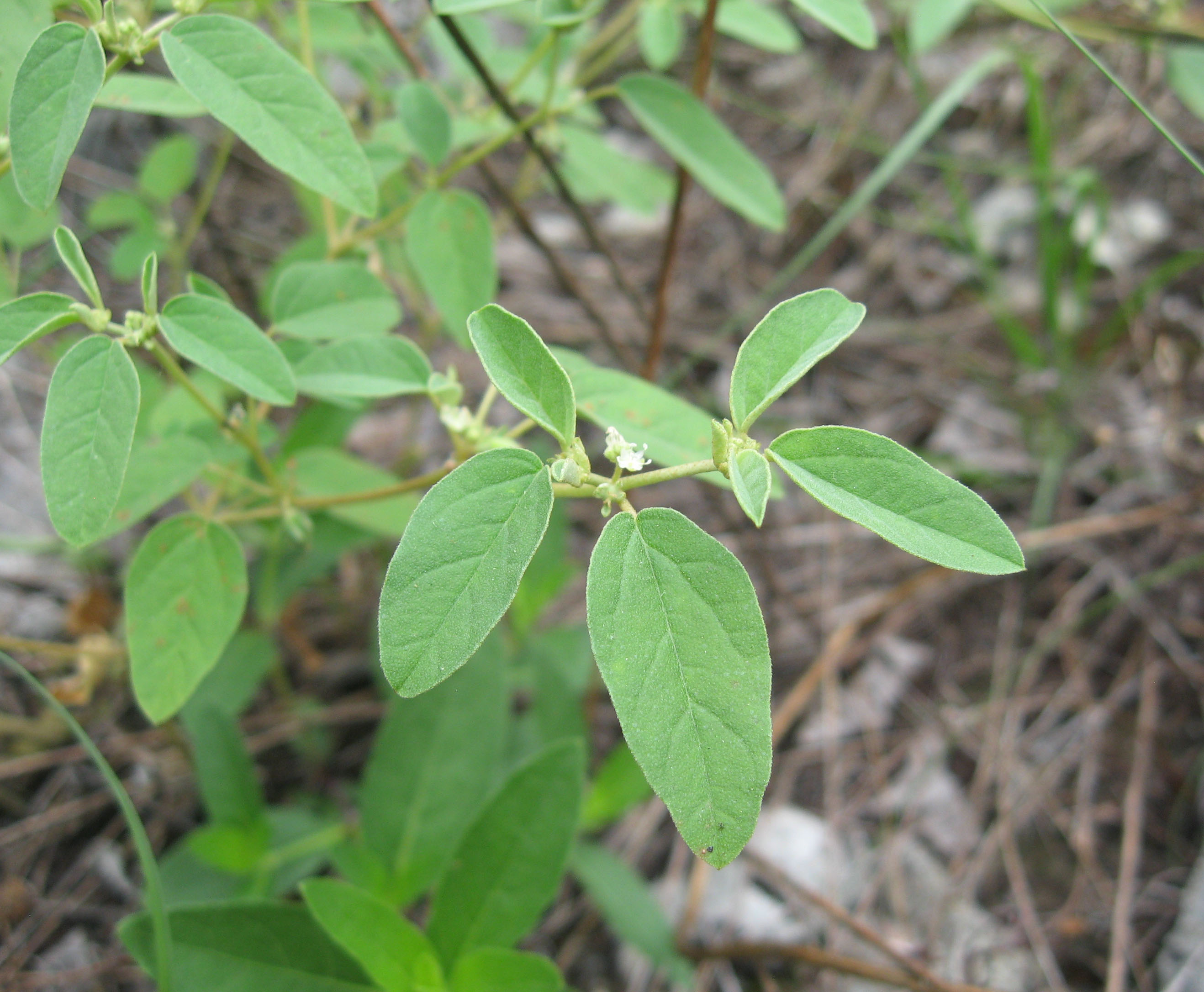
Gestielte Laubblätter und Blüten von Croton monanthogynus

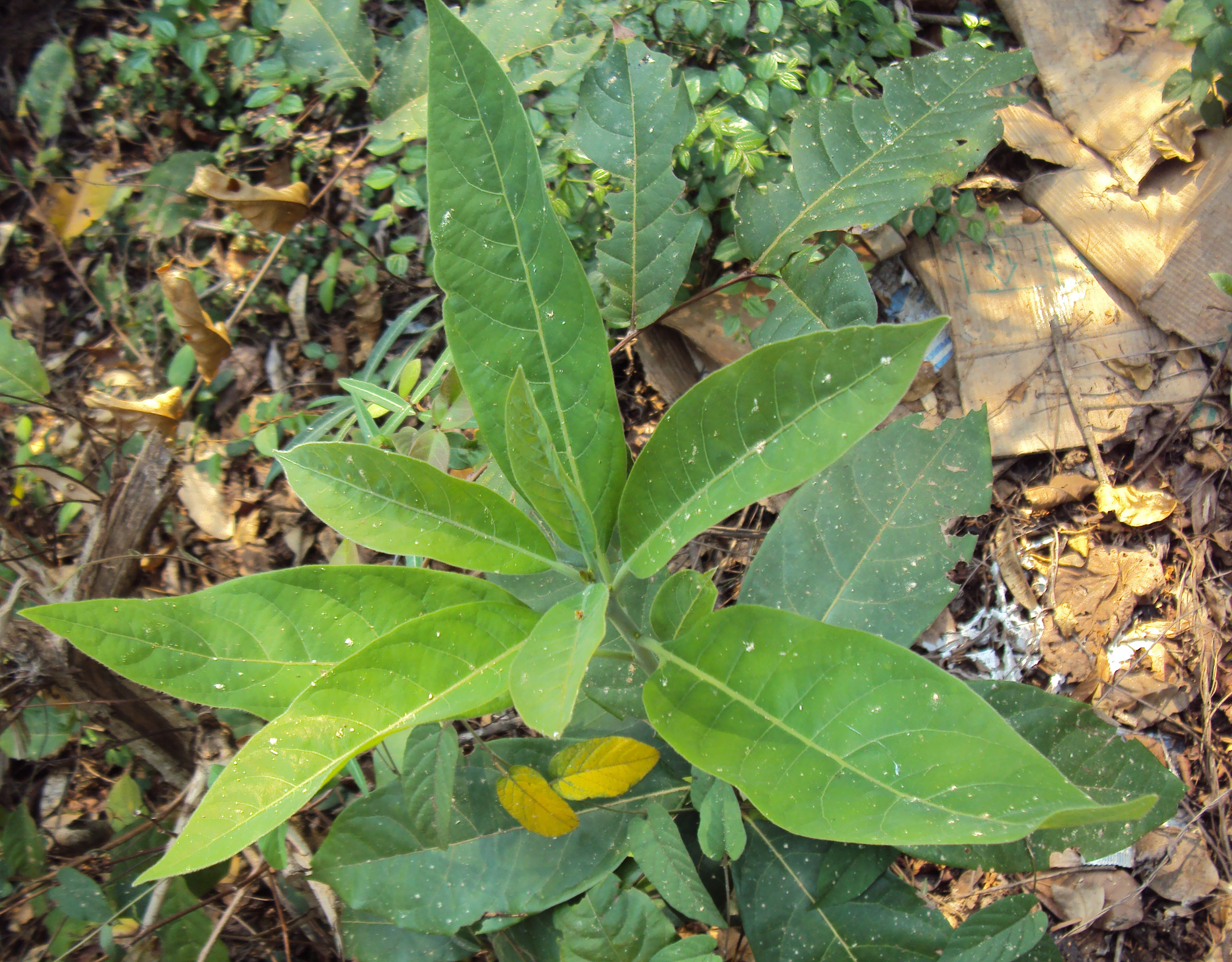
Gestielte Laubblätter von Croton persimilis

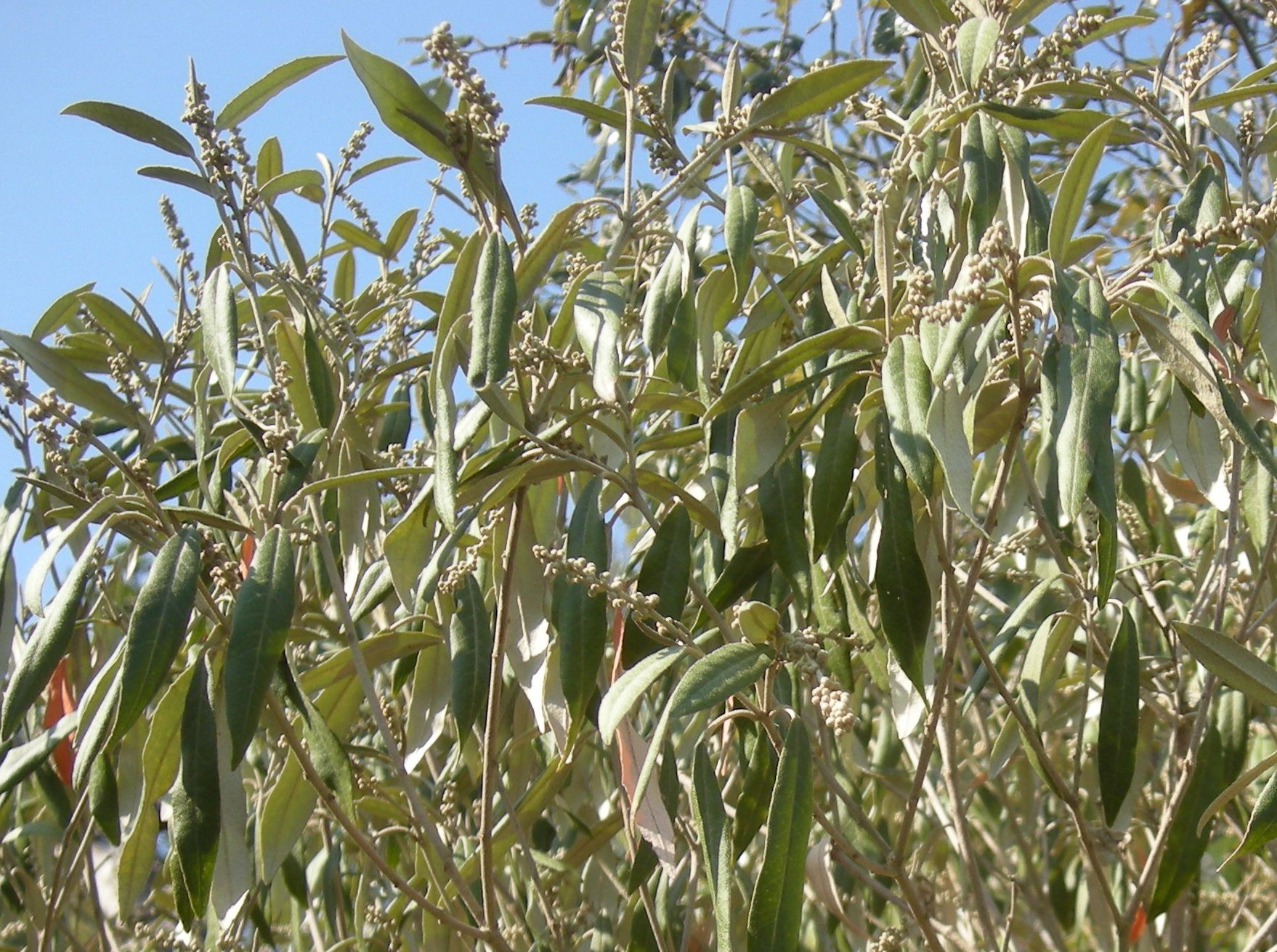
Laubblätter und Blütenstände mit Blütenknospen von Croton phebalioides

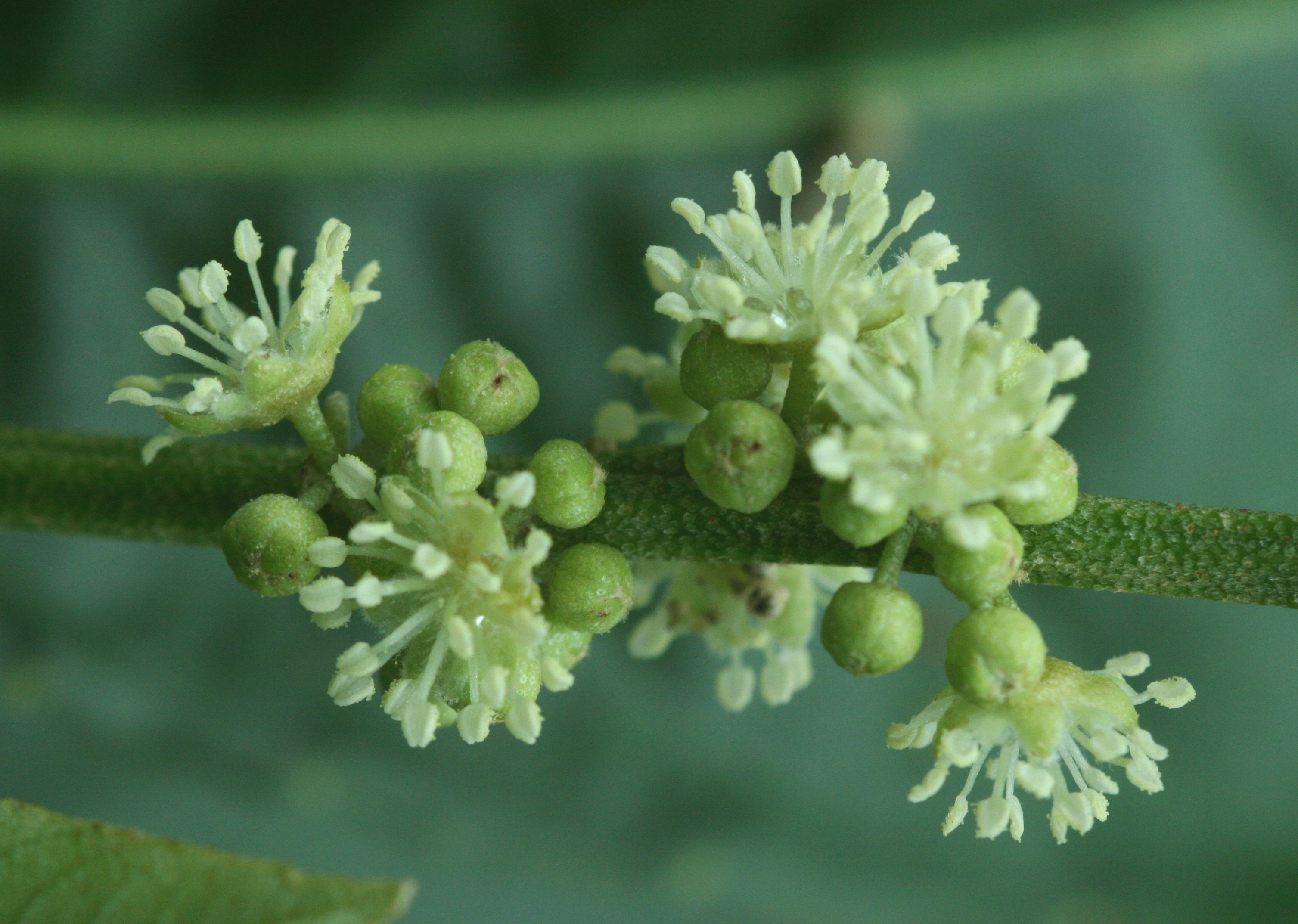
Blüten von Croton pullei

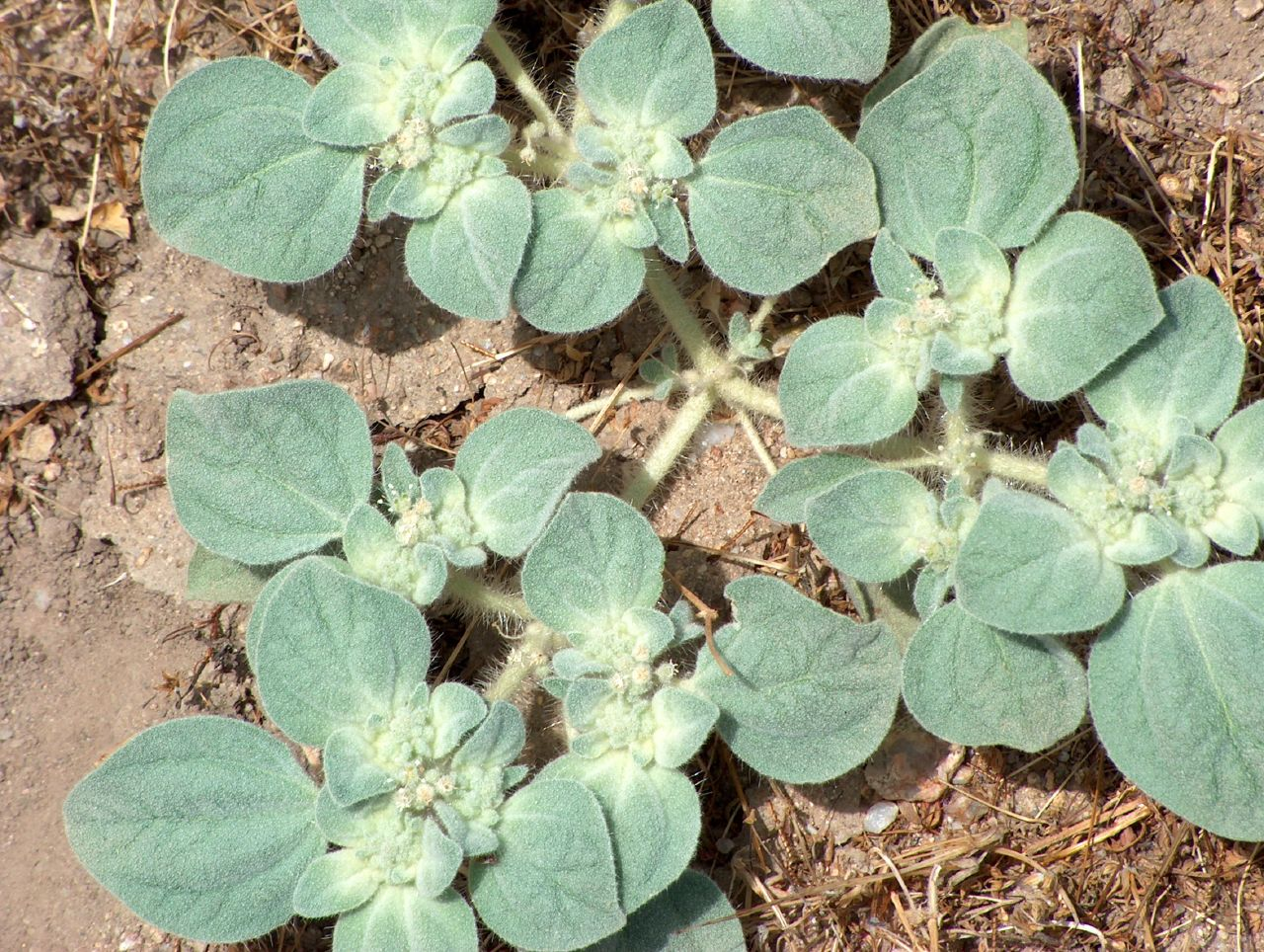
Habitus, Laubblätter und Blüten von Croton setigerus

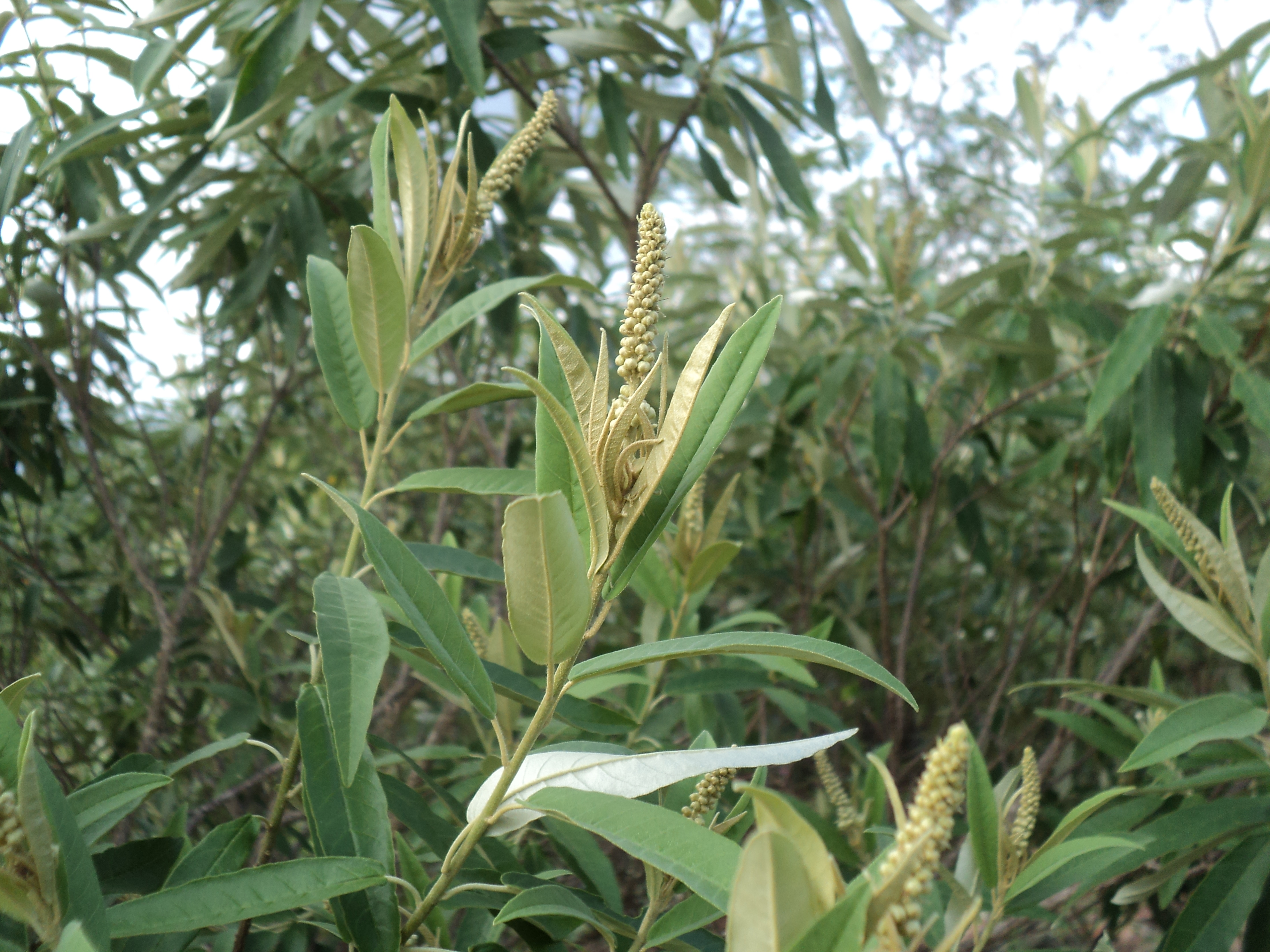
Laubblätter und Blütenstände von Croton solanaceus

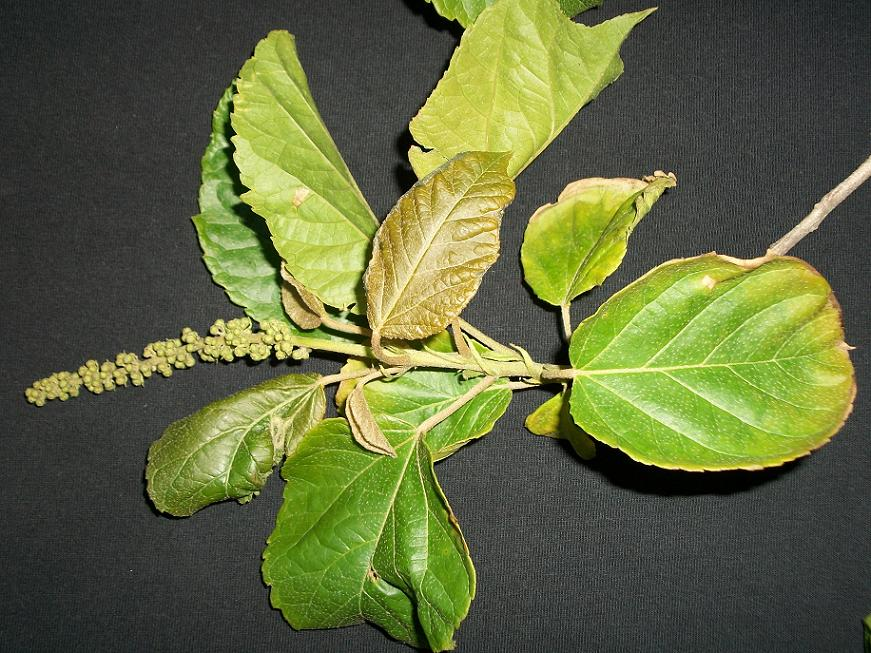
Zweig mit Laubblättern, Nebenblättern und Blütenstand von Croton sylvaticus

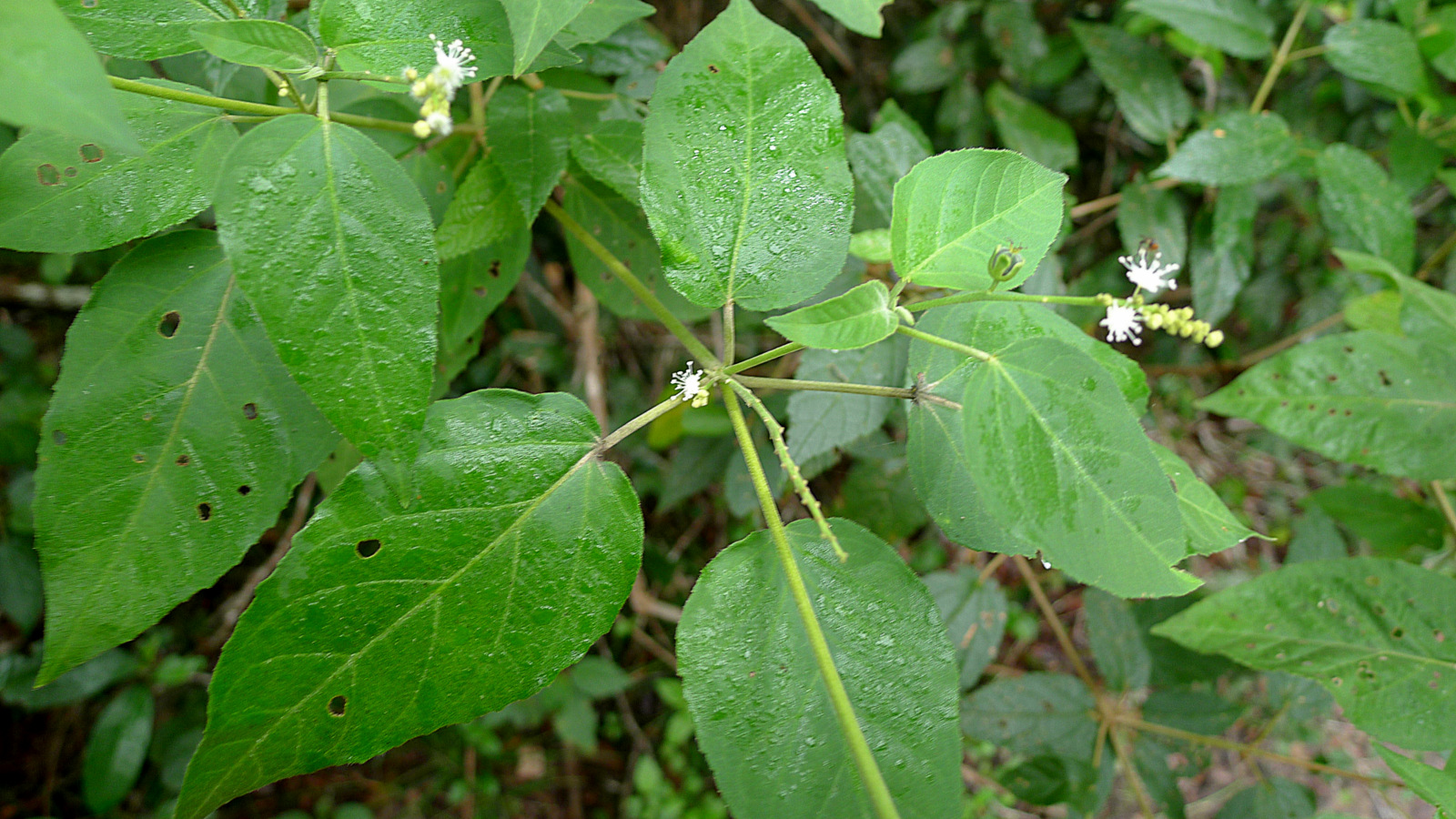
Gestielte Laubblätter und Blütenstände von Croton tetradenius

In der Gattung Croton gibt es bis zu 1300 Arten:
- Croton abaitensis Baill.[7]
- Croton abeggii Urb. & Ekman[9]
- Croton abonari Riina & P.E.Berry[7]
- Croton abruptus M.C.Johnst.[7]
- Croton abutilifolius Croizat[7]
- Croton abutiloides Kunth[7]
- Croton abutilopsis G.L.Webster[10]
- Croton acapulcensis M.J.Martinez Gordillo & J.Jiménez Ram.[7]
- Croton aceroides Radcl.-Sm.[7]
- Croton ackermannianus (Müll.Arg.) G.L.Webster[10]
- Croton acradenius Pax & K.Hoffm.[7]
- Croton acronychioides F.Muell.[7]
- Croton acuminatissimus (Pittier) G.L.Webster[7]
- Croton acunae Borhidi[7]
- Croton acutifolius Esser[7]
- Croton adabolavensis Leandri[11]
- Croton adamantinus Müll.Arg.[7]
- Croton adenocalyx Baill.[7]
- Croton adenodontus (Müll.Arg.) Müll.Arg.[7]
- Croton adenophorus Baill.[11]
- Croton adenophyllus Spreng.[7]
- Croton adipatus Kunth[12]
- Croton adspersus Benth.[7]
- Croton aequatoris Croizat[7]
- Croton agoensis Baill.[7]
- Croton agrarius Baill.[7]
- Croton agrestis (Pax & K.Hoffm.) Radcl.-Sm. & Govaerts[7]
- Croton agrophilus Müll.Arg.[7]
- Croton alabamensis E.A.Sm. ex Chapm.[7]
- Croton alagoensis Müll.Arg.[7]
- Croton alainii B.W.van Ee & P.E.Berry[7]
- Croton alamosanus Rose[7]
- Croton albellus Müll.Arg.[7]
- Croton alchorneicarpus Croizat[7]
- Croton alienus Pax[7]
- Croton allemii G.L.Webster[7]
- Croton alloeophyllus Urb.[7]
- Croton alnifolius Lam.[12]
- Croton alnoideus Baill.[7]
- Croton alpinus A.Chev. ex Gagnep.[7]
- Croton alvaradonis M.E.Jones[7]
- Croton amazonicus Müll.Arg.[7]
- Croton ambanivoulensis Baill.[11]
- Croton ambovombensis Radcl.-Sm. & Govaerts[11]
- Croton ameliae Lundell[7]
- Croton amphileucus Briq.[7]
- Croton amplifolius Airy Shaw[7]
- Croton andinus Müll.Arg.[12][10]
- Croton androiensis (Leandri) Leandri[11]
- Croton angolensis Müll.Arg.[7]
- Croton angustifrons Müll.Arg.[7]
- Croton anisatus Baill.[11]
- Croton anisodontus Müll.Arg.[7]
- Croton ankarensis Leandri[11]
- Croton anomalus Pittier[7]
- Croton anosiravensis Leandri[11]
- Croton antae Airy Shaw[7]
- Croton antanosiensis Leandri[11]
- Croton antisyphiliticus Mart.[10]
- Croton apicifolius Croizat[10]
- Croton apostolon Radcl.-Sm. & Govaerts[7]
- Croton appertii J.Léonard[7]
- Croton araracuarae J.Murillo, P.E.Berry & M.V.Arbeláez[7]
- Croton araripensis Croizat[7]
- Croton arboreus Millsp.[7]
- Croton arechavaletae Herter ex Arechav.[7]
- Croton arenosus Carn.-Torres & Cordeiro[7]
- Croton argentealbidus Radcl.-Sm. & Govaerts[7]
- Croton argenteus L.[13][10]
- Croton argentinus Müll.Arg.[7]
- Croton argyranthemus Michx.[7]
- Croton argyratus Blume[7]
- Croton argyrodaphne Baill.[11]
- Croton argyroglossus Baill.[7]
- Croton argyrophyllus Kunth[10]
- Croton aridus P.I.Forst.[7]
- Croton aripoensis Philcox[7]
- Croton arirambae Huber[7]
- Croton aristophlebius Croizat[7]
- Croton arlineae D.Medeiros, L.Senna & R.J.V.Alves[7]
- Croton armstrongii S.Moore[7]
- Croton arnhemicus Müll.Arg.[7]
- Croton aromaticus L.[7]
- Croton artibonitensis Urb.[7]
- Croton ascendens Secco & N.A.Rosa[7]
- Croton asperrimus Benth.[7]
- Croton astianus Croizat[12]
- Croton astroites Aiton[7]
- Croton astrophorus Urb.[7]
- Croton ater Croizat[7]
- Croton atrorufus Müll.Arg.[7]
- Croton atrostellatus V.W.Steinm.[7]
- Croton aubrevilecta Leandri[11]
- Croton aubrevillei J.Léonard[7]
- Croton avulsus Croizat[10]
- Croton axillaris Müll.Arg.[13]
- Croton aymoniniorum Leandri[11]
- Croton azuensis Urb.[7]
- Croton babuyanensis Croizat[7]
- Croton badiocalyx Croizat[7]
- Croton baillonianus Müll.Arg.[12]
- Croton baldauffii Leandri[11]
- Croton balsameus Müll.Arg.[12]
- Croton balsensis V.W.Steinm. & Mart.Gord.[7]
- Croton bangii Rusby[10]
- Croton barahonensis Urb.[7]
- Croton barbatus Kunth[7]
- Croton barorum Leandri[11]
- Croton bastardii Leandri[11]
- Croton batangasensis Croizat[7]
- Croton bathianus Leandri[11]
- Croton beetlei Croizat[10]
- Croton belintae Leandri[11]
- Croton bemaranus Leandri[11]
- Croton bemarivensis Leandri[11]
- Croton berberifolius Croizat[7]
- Croton bergassae Leandri[11]
- Croton bernierus Baill.[11]
- Croton betaceus Baill.[7]
- Croton betiokensis Leandri[11]
- Croton betulaster Müll.Arg.[7]
- Croton betulinus Vahl[7]
- Croton bevilaniensis Leandri[11]
- Croton biaroensis Croizat[7]
- Croton bidentatus Müll.Arg.[7]
- Croton bifurcatus Baill.[11]
- Croton bigbendensis B.L.Turner[7]
- Croton billbergianus Müll.Arg.[13][14]
- Croton bispinosus C.Wright[7]
- Croton bisserratus Sessé & Moc.[7]
- Croton blanchetianus Baill.[7]
- Croton boavitanus Croizat[7]
- Croton bogotanus Cuatrec.[7]
- Croton boinensis Leandri[11]
- Croton boissieri Müll.Arg.[12]
- Croton boiteaui Leandri[11]
- Croton boivinianus (Baill.) Baill.[11]
- Croton bojerianus Baill.[11]
- Croton bolivarensis Croizat[7]
- Croton boliviensis Müll.Arg.[7]
- Croton bondaensis Rusby[7]
- Croton bonplandianus Baill.[10]
- Croton borbensis Secco & P.E.Berry[7]
- Croton borhidii O.Muñiz[7]
- Croton borneensis J.J.Sm.[7]
- Croton boutonianus Müll.Arg.[7]
- Croton brachypus Airy Shaw[7]
- Croton brachytrichus Urb.[7]
- Croton bracteatus Lam.[11]
- Croton brassii Croizat[7]
- Croton bredemeyeri Müll.Arg.[7]
- Croton breedlovei B.W.van Ee & P.E.Berry[7]
- Croton bresolinii L.B.Sm. & Downs[7]
- Croton brevipes Pax[13]
- Croton brevispicatus Baill.[11]
- Croton brieyi De Wild.[7]
- Croton brittonianus Carabia[7]
- Croton bryophorus Croizat[12]
- Croton buchii Urb.[7]
- Croton burchellii Müll.Arg.[7]
- Croton buxifolius (Baill.) Müll.Arg.[7]
- Croton byrnesii Airy Shaw[7]
- Croton caboensis Croizat[7]
- Croton cajucara Benth.[10]
- Croton caldensis Müll.Arg.[7]
- Croton calderi Chakrab. & N.P.Balakr.[7]
- Croton californicus Müll.Arg.[7]
- Croton callicarpifolius Vahl[12]
- Croton calocephalus Müll.Arg.[7]
- Croton calonervosus G.L.Webster[7]
- Croton calyciglandulosus Allem[7]
- Croton calycinus Spreng.[7]
- Croton calycireduplicatus Allem[7]
- Croton calycularis Huber[7]
- Croton campanulatus Caruzo & Cordeiro[7]
- Croton campenonii Baill.[11]
- Croton campestris A.St.-Hil.[10]
- Croton capitatus Michx.[7]
- Croton capitis-york Airy Shaw[7]
- Croton capuronii Leandri[11]
- Croton caracasanus Pittier[7]
- Croton carandaitensis Croizat[10]
- Croton cardenasii Standl.[10]
- Croton carinatus Müll.Arg.[7]
- Croton carpostellatus B.L.León & Mart.Gord.[7]
- Croton carrii Airy Shaw[7]
- Croton caryocarpus Croizat[7]
- Croton cascarilloides Raeusch. (Syn.: Croton cumingii Müll.Arg., Croton cumingii var. angustifolius Gagnep., Croton pierrei Gagnep., Croton polystachyus Hook. & Arn., Croton punctatus Lour. nom. illeg.): Sie ist von Myanmar, Thailand, Laos, Vietnam über Malaysia, Indonesien, Japan sowie Taiwan bis zu den Philippinen und in den chinesischen Provinzen Fujian, Guangdong, Guangxi, Hainan sowie Yunnan weitverbreitet.[1]
- Croton cassinioides Lam.[11]
- Croton catamarcensis Ahumada[7]
- Croton catariae Baill.[7]
- Croton catati Baill.[11]
- Croton catharinensis L.B.Sm. & Downs[7]
- Croton catinganus Müll.Arg.[7]
- Croton caudatus Geiseler (Syn.: Croton aromaticus Gaertn. nom. illeg., Croton denticulatus Blume nom. illeg., Croton drupaceus Roxb., Croton malvifolius Griff. nom. illeg., Croton racemosus Burm. f. nom. rej., Croton caudatus var. denticulatus Müll.Arg., Croton caudatus var. genuinus Müll.Arg. nom. inval., Croton caudatus var. harmandii Gagnep., Croton caudatus var. klotzschianus Müll.Arg., Croton caudatus var. malaccanus Hook. f., Croton caudatus var. oblongifolius Müll.Arg., Croton caudatus var. obovoideus N.P.Balakr. & Chakr.): Sie ist von Sri Lanka, Indien, Pakistan, Bangladesch, Bhutan, Nepal, Myanmar, Thailand, Kambodscha, Laos, Vietnam über Malaysia, Singapur, Brunei, Indonesien sowie auf den Philippinen bis zum nördlichen Australien und im südwestlichen Yunnan weitverbreitet.[1]
- Croton ceanothifolius Baill.[7]
- Croton cearensis Baill.[7]
- Croton celtidifolius Baill.[7]
- Croton cerinodentatus Müll.Arg.[7]
- Croton cerinus Müll.Arg.[7]
- Croton chaetocalyx Müll.Arg.[10]
- Croton chaetophorus Müll.Arg.[7]
- Croton chamanus Steyerm.[7]
- Croton chamelensis E.J.Lott[7]
- Croton chapelieri Baill.[11]
- Croton charaguensis Standl.[10]
- Croton chauvetiae Leandri[11]
- Croton chiapensis Lundell[7]
- Croton chichenensis Lundell[7]
- Croton chilensis Müll.Arg.[7]
- Croton chimboracensis P.E.Berry & Riina[7]
- Croton chiribiquetensis Cordiel[7]
- Croton chittagongensis Chakrab. & N.P.Balakr.[7]
- Croton chlaenacicomes Leandri[11]
- Croton chlorocalyx Müll.Arg.[7]
- Croton chloroleucus Müll.Arg.[7]
- Croton chocoanus Croizat[7]
- Croton chodatii (Croizat) P.E.Berry[7]
- Croton choristadenius K.Schum.[7]
- Croton chrysocladus Müll.Arg.[7]
- Croton chrysodaphne Baill.[11]
- Croton chunianus Croizat: Dieser Endemit gedeiht in dichten Wäldern in Höhenlagen von 300 bis 600 Metern nur in Baoting sowie Ledong in Hainan.[1]
- Croton churumayensis Croizat[12]
- Croton churutensis Riina & Cornejo[7]
- Croton chypreae Leandri[11]
- Croton cienagensis Rusby[7]
- Croton ciliatoglandulifer Ortega[13]
- Croton cinerascens Radcl.-Sm. & Govaerts[7]
- Croton cinerellus Müll.Arg.[7]
- Croton claessensii Vermoesen ex De Wild.[7]
- Croton claussenianus Baill.[7]
- Croton clavuliger Müll.Arg.[7]
- Croton cliffordii Hutch. & E.A.Bruce[7]
- Croton cnidophyllus Radcl.-Sm. & Govaerts (Syn.: Croton cnidophyllus var. dui (Y.T.Chang) Radcl.-Sm. & Govaerts, Croton guizhouensis H.S.Kiu, Croton urticifolius Y.T.Chang & Q.H.Chen nom. illeg., Croton urticifolius var. dui Y.T.Chang): Sie gedeiht in offenen Wäldern über Kalkstein in Höhenlagen von 400 bis 700 Metern in den chinesischen Provinzen Guangxi, südlichen Guizhou sowie in Menglian im südlichen Yunnan.[1]
- Croton coccineus Noronha[7]
- Croton coccymelophyllus Radcl.-Sm. & Govaerts[7]
- Croton colliguay Molina[7]
- Croton colombianus J.Murillo[7]
- Croton colubrinoides Merr.[7]
- Croton columnaris Airy Shaw[7]
- Croton comanthus S.Moore[7]
- Croton comatus Vell.[7]
- Croton comayaguanus Standl. & L.O.Williams[7]
- Croton comes Standl. & L.O.Williams[7]
- Croton compressus Lam.[7]
- Croton conduplicatus Kunth[10]
- Croton confertus Baker[7]
- Croton confinis L.B.Sm. & Downs[7]
- Croton congensis De Wild.[7]
- Croton congestus Lour.[7]
- Croton consanguineus Müll.Arg.[7]
- Croton conspurcatus Schltdl.[7]
- Croton constrictus Baill.[7]
- Croton cooperianus (Croizat) Radcl.-Sm. & Govaerts[7]
- Croton corallicola Borhidi[7]
- Croton corchoropsis Baill.[10]
- Croton cordatulus Airy Shaw[7]
- Croton cordiifolius Baill.[7]
- Croton cordobensis Ahumada[7]
- Croton coriaceus Kunth[7]
- Croton coriifolius Airy Shaw[7]
- Croton corinthius Poveda & J.A.González[13]
- Croton coronatus Urb.[7]
- Croton cortesianus Kunth[13]
- Croton corumbensis S.Moore[7]
- Croton coryi Croizat[7]
- Croton corylifolius Lam.[7]
- Croton costatus Kunth[7]
- Croton cotabatensis Croizat[7]
- Croton cotoneaster Müll.Arg.[11]
- Croton craspedotrichus Griseb.[7]
- Croton crassifolius Geiseler (Syn.: Croton chinensis Benth. nom. illeg., Croton crozophoroides Kurz, Croton kroneanus Miq., Croton tomentosus (Lour.) Müll.Arg. nom. illeg.): Sie ist in Myanmar, Thailand, Laos, Vietnam und in den chinesischen Provinzen Fujian, Guangdong, Guangxi sowie Hainan verbreitet. Die unterirdischen Pflanzenteile werden medizinisch genutzt.[1]
- Croton crispatus Thulin[7]
- Croton cristalensis Urb.[7]
- Croton crocodilorum Leandri[11]
- Croton croizatii Steyerm.[7]
- Croton crustulifer Croizat[7]
- Croton cubiensis Gagnep.[7]
- Croton cuchillae-nigrae Croizat[7]
- Croton cucutensis Croizat[7]
- Croton culiacanensis Croizat[7]
- Croton cuneatus Klotzsch[12][10]
- Croton cupreatus Croizat[7]
- Croton cupreus Elmer[7]
- Croton cupuliferus McVaugh[7]
- Croton curiosus Croizat[10]
- Croton curranii S.F.Blake[7]
- Croton curuguatyensis Ahumada[7]
- Croton curvipes Urb.[7]
- Croton cuyabensis Pilg.[7]
- Croton cycloideus Borhidi & O.Muñiz[7]
- Croton damayeshu Y.T.Chang[1]
- Croton danguyanus Leandri[11]
- Croton debilis Müll.Arg.[7]
- Croton decalobus Müll.Arg.[13]
- Croton decalvatus Esser[7]
- Croton decaryi Leandri[7]
- Croton decipiens Baill.[7]
- Croton delpyi Gagnep.[7]
- Croton denisii Leandri[11]
- Croton densivestitus C.T.White & W.D.Francis[7]
- Croton deserticola Steyerm.[7]
- Croton desertorum Müll.Arg.[7]
- Croton diasii Pires ex Secco & P.E.Berry[7]
- Croton dibindi Pellegr.[7]
- Croton dichogamus Pax[7]
- Croton dichromifolius P.I.Forst.[7]
- Croton dichrous Müll.Arg.[7]
- Croton dictyophlebodes Radcl.-Sm.[7]
- Croton dinghuensis H.S.Kiu[1]
- Croton dioicus Cav.[7]
- Croton discolor Willd.[7]
- Croton disjunctus V.W.Steinm.[7]
- Croton dispar N.E.Br.[7]
- Croton dissectistipulatus Secco[7]
- Croton dockrillii Airy Shaw[7]
- Croton doctoris S.Moore[10]
- Croton dodecamerus Gagnep.[7]
- Croton domatifer Riina & P.E.Berry[7]
- Croton dongnaiensis Pierre ex Gagnep.[7]
- Croton doratophylloides (Croizat) G.L.Webster[7]
- Croton doratophyllus Baill.[7]
- Croton douradensis Steyerm.[7]
- Croton draco Schltdl.[13]
- Croton draconoides Müll.Arg.[12]
- Croton draconopsis Müll.Arg.[7]
- Croton dracunculoides Baill.[7]
- Croton dusenii Croizat[7]
- Croton dybowskii Hutch.[7]
- Croton eberhardtii Gagnep.[7]
- Croton echinulatus (Griseb.) Croizat[7]
- Croton echioideus Baill.[7]
- Croton eggersii Pax[7]
- Croton ehrenbergii Schltdl.[7]
- Croton eichleri Müll.Arg.[7]
- Croton ekmanii Urb.[7]
- Croton elaeagni Baill.[11]
- Croton elaeagnoides Balf. f.[7]
- Croton elbertii Airy Shaw[7]
- Croton elliotianus Baill.[11]
- Croton elliottii Chapm.[7]
- Croton ellipticus Geiseler[7]
- Croton elskensii De Wild.[7]
- Croton eluteria (L.) W.Wright[7]
- Croton emeliae Baill.[11]
- Croton emporiorum Croizat[10]
- Croton ensifolius Merr.[7]
- Croton eremophilus Müll.Arg.[7]
- Croton ericius Leandri[11]
- Croton ericoides Baill.[7]
- Croton eriocladoides Müll.Arg.[7]
- Croton erythrochilus Müll.Arg.[12]
- Croton erythrochyloides Croizat[7]
- Croton erythrostachys Hook. f.[7]
- Croton erythroxyloides Baill.[10]
- Croton eskuchei Ahumada[7]
- Croton essequiboensis Klotzsch[7]
- Croton euryphyllus W.W.Sm.[1]
- Croton excisus Urb.[7]
- Croton exuberans Müll.Arg.[7]
- Croton fantzianus F.Seym.[13]
- Croton farinosus Lam.[11]
- Croton faroensis Secco[7]
- Croton fastuosus Baill.[7]
- Croton ferruginellus Müll.Arg.[7]
- Croton ferrugineus Kunth[7]
- Croton fianarantsoae Leandri[7]
- Croton fishlockii Britton[7]
- Croton flavens L.[7]
- Croton flavescens Greenm.[7]
- Croton flaviglandulosus Lundell[7]
- Croton flavispicatus Rusby[12][10]
- Croton floccosus B.A.Sm.[7]
- Croton floribundus Spreng.[7]
- Croton fluminensis K.Schum.[7]
- Croton fluviatilis Esser[7]
- Croton fothergillifolius Baill.[11]
- Croton fragilis Kunth[7]
- Croton fragrans Kunth[7]
- Croton fragrantulus Croizat[12][10]
- Croton francoanus Müll.Arg.[7]
- Croton fraseri Müll.Arg.[7]
- Croton frieseanus Müll.Arg.[7]
- Croton frionis Müll.Arg.[7]
- Croton fruticulosus Torr.[7]
- Croton fulvus Mart.[7]
- Croton fuscescens Spreng.[7]
- Croton fuscus (Didr.) Müll.Arg.[7]
- Croton gageanus P.T.Li[7]
- Croton galeopsifolius Lanj.[7]
- Croton gardneri Müll.Arg.[7]
- Croton gardnerianus Baill.[7]
- Croton gaumeri Millsp.[7]
- Croton geayi Leandri[11]
- Croton geraesensis (Baill.) G.L.Webster[7]
- Croton gibsonianus Nimmo[7]
- Croton gilgianus Herter ex Arechav.[7]
- Croton glabellus L.[12]
- Croton glabrescens Miq.[7]
- Croton glandulosepalus Millsp.[7]
- Croton glandulosobracteatus Carn.-Torres & Cordeiro[7]
- Croton glandulosodentatus Pax & K.Hoffm.[7]
- Croton glandulosus L.[13][14][12][10]
- Croton glaziovii Müll.Arg.[7]
- Croton glechomifolius Müll.Arg.[7]
- Croton glomeratus A.DC.[11]
- Croton glutinosus Müll.Arg.[7]
- Croton glyptospermus Müll.Arg.[7]
- Croton gnaphalii Baill.[7]
- Croton gnaphaloides Schrad.[7]
- Croton gnidiaceus Baill.[7]
- Croton gomezii G.L.Webster[7]
- Croton gonaivensis Urb. & Ekman[7]
- Croton gossweileri Hutch.[7]
- Croton gossypiifolius Vahl[7]
- Croton goudotii Baill.[11]
- Croton goyazensis Müll.Arg.[7]
- Croton gracilipes Baill.[10]
- Croton grandivelum Baill.[10]
- Croton grangerioides Bojer ex Baill.[11]
- Croton gratissimus Burch.: Sie ist mit zwei Varietäten vom tropischen bis ins südliche Afrika weitverbreitet.[7]
- Croton grazielae Secco[7]
- Croton greveanus Baill.[11]
- Croton grewiifolius Müll.Arg.[7]
- Croton grewioides Baill.[10]
- Croton griffithii Hook. f.[7]
- Croton grisebachianus Müll.Arg.[7]
- Croton griseus Airy Shaw[7]
- Croton grossedentatus Pittier[7]
- Croton guaiquinimae Steyerm.[7]
- Croton guatemalensis Lotsy[13]
- Croton guerelae Leandri[11]
- Croton guerreroanus Mart.Gord. & Cruz Durán[7]
- Croton guianensis Aubl.[7]
- Croton guildingii Griseb.[7]
- Croton gynopetalus Croizat[7]
- Croton habrophyllus Airy Shaw[7]
- Croton hadrianii Baill.[7]
- Croton haitiensis P.T.Li[7]
- Croton hancei Benth.[1]
- Croton harleyi Carn.-Torres & Cordeiro[7]
- Croton harmsianus Herter ex Arechav.[7]
- Croton hasskarlianus Müll.Arg.[7]
- Croton hasslerianus Chodat[7]
- Croton haumanianus J.Léonard[7]
- Croton hecatonandrus Müll.Arg.[7]
- Croton heliaster S.F.Blake[7]
- Croton helichrysum Baill.[7]
- Croton heliotropiifolius Kunth[7]
- Croton hemiargyreus Müll.Arg.[7]
- Croton hentyi Airy Shaw[7]
- Croton heptalon (Kuntze) B.W.van Ee & P.E.Berry[7]
- Croton herzogianus (Pax & K.Hoffm.) Radcl.-Sm. & Govaerts[10]
- Croton heteranthus Aug.DC.[11]
- Croton heterocalyx Baill.[7]
- Croton heterocarpus Müll.Arg.[7]
- Croton heterochrous Müll.Arg.[13]
- Croton heterodoxus Baill.[7]
- Croton heteroneurus Müll.Arg.[7]
- Croton heterotrichus Müll.Arg.[7]
- Croton hibiscifolius Kunth ex Spreng.[7]
- Croton hieronymi Griseb.[10]
- Croton hilarii Baill.[7]
- Croton hildebrandtii Baill.[11]
- Croton hircinus Vent.[7]
- Croton hirtus L'Hér.[1][10]
- Croton hoffmannii Müll.Arg.[13]
- Croton holguinensis Borhidi[7]
- Croton holodiscus (Croizat) Radcl.-Sm. & Govaerts[7]
- Croton holtonii Müll.Arg.[7]
- Croton hondensis (H.Karst.) G.L.Webster[7]
- Croton horminum Baill.[7]
- Croton horridulus (Baill.) Müll.Arg.[7]
- Croton hostmannii Miq. ex Schltdl.[7]
- Croton hovarum Leandri[7]
- Croton howii Merr. & Chun ex Y.T.Chang[1]
- Croton huajuapanensis Mart.Gord. & Cruz Durán[7]
- Croton huberi Steyerm.[7]
- Croton huitotorus Croizat[12]
- Croton humbertii Leandri[11]
- Croton humblotii Baill.[7]
- Croton humilis L.[7]
- Croton hutchinsonianus Hosseus[7]
- Croton hypoleucus Schltdl.[7]
- Croton icabarui Jabl.[7]
- Croton icche Lundell[7]
- Croton ichthygaster L.B.Sm. & Downs[7]
- Croton ignifex Croizat[7]
- Croton ihosiana Leandri[11]
- Croton ikopae Leandri[11]
- Croton imbricatus L.R.Lima & Pirani[7]
- Croton impressus Urb.[7]
- Croton inaequilobus Steyerm.[7]
- Croton incanus Kunth[7]
- Croton incertus Müll.Arg.[7]
- Croton incisus Baill.[7]
- Croton indivisus Vell.[7]
- Croton inhambanensis Radcl.-Sm.[7]
- Croton inops Baill.[11]
- Croton insularis Baill.[7]
- Croton integrifolius Pax[7]
- Croton integrilobus Croizat[7]
- Croton intercedens Müll.Arg.[7]
- Croton isabellei Baill.[7]
- Croton isomonensis Leandri[11]
- Croton itacolumi Müll.Arg.[7]
- Croton iteophyllus Radcl.-Sm. & Govaerts[7]
- Croton ituzaingensis Ahumada[7]
- Croton itzaeus Lundell[7]
- Croton ivohibensis Leandri[11]
- Croton jacmelianus Urb.[7]
- Croton jacobinensis Baill.[7]
- Croton jamaicensis B.W.van Ee & P.E.Berry[7]
- Croton jamesonii Müll.Arg.[7]
- Croton janeirensis Radcl.-Sm. & Govaerts[7]
- Croton jansii J.Léonard[7]
- Croton jatrophifolius Müll.Arg.[7]
- Croton jatrophoides Pax[7]
- Croton jaucoensis Borhidi[7]
- Croton javarisensis Secco[7]
- Croton jennyanus Gris ex Baill.[11]
- Croton jimenezii Standl. & Valerio[13]
- Croton jorgei J.Murillo[7]
- Croton josephina Müll.Arg.[7]
- Croton joufra Roxb.[1]
- Croton jucundus Brandegee[7]
- Croton julopsidium Baill.[7]
- Croton junceus Baill.[7]
- Croton jutiapensis Croizat[13]
- Croton kalkmannii Müll.Arg.[7]
- Croton kaloae Croizat[7]
- Croton kelantanicus Airy Shaw[7]
- Croton kerrii Airy Shaw[7]
- Croton killipianus Croizat[7]
- Croton kilwae Radcl.-Sm.[7]
- Croton kimosorum Leandri[11]
- Croton klaenzei Müll.Arg.[7]
- Croton kleinii L.B.Sm. & Downs[7]
- Croton klotzschianus (Wight) Thwaites[7]
- Croton kongensis Gagnep.[1]
- Croton kongkandanus Esser[7]
- Croton krabas Gagnep.[7]
- Croton krukoffianus Croizat[7]
- Croton kurzii Croizat[7]
- Croton laccifer L.[7]
- Croton laceratoglandulosus Caruzo & Cordeiro[10]
- Croton lachnocarpus Benth.[1]
- Croton lachnocladus Mart. ex Müll.Arg.[7]
- Croton lachnostachyus Baill.[10]
- Croton laciniatistylus J.Léonard[7]
- Croton laeticapsulus Croizat[10]
- Croton laevigatus Vahl[1]
- Croton lagoensis Müll.Arg.[7]
- Croton lamdongensis Thin[7]
- Croton lamianus Leandri[11]
- Croton lanatus Lam.[7]
- Croton lanceilimbus Merr.[7]
- Croton landoltii Ahumada[7]
- Croton langsdorffii Müll.Arg.[7]
- Croton langsonensis Thin[7]
- Croton laniflorus Geiseler[1]
- Croton laoticus Gagnep.[7]
- Croton lapanus Müll.Arg.[7]
- Croton lapiazicola Leandri[7]
- Croton laseguei Müll.Arg.[7]
- Croton lasiopetaloides Croizat[7]
- Croton lasiopyrus Baill.[11]
- Croton latsonensis Gagnep.[7]
- Croton laui Merr. & F.P.Metcalf[1]
- Croton lauioides Radcl.-Sm. & Govaerts[1]
- Croton laureltyanus Ahumada[7]
- Croton laurifolius Spach ex Baill.[7]
- Croton laurinus Sw.[7]
- Croton lawianus Nimmo ex Dalzell & A.Gibson[7]
- Croton leandrii Croizat[7]
- Croton lechleri Müll.Arg.[12][10]
- Croton lehmannii Pax[7]
- Croton leiophyllus Müll.Arg.[7]
- Croton leonensis Hutch.[7]
- Croton leonis (Croizat) B.W.van Ee & P.E.Berry[7]
- Croton lepidus (S.Moore) Radcl.-Sm. & Govaerts[7]
- Croton leptanthus Airy Shaw[7]
- Croton leptobotryus Müll.Arg.[7]
- Croton leptophyllus Müll.Arg.[7]
- Croton leptopus Müll.Arg.[7]
- Croton leptostachyus Kunth[7]
- Croton leuconeurus Pax[7]
- Croton leucophlebius C.Wright ex Griseb.[7]
- Croton leucophyllus Müll.Arg.[7]
- Croton levatii Guillaumin[7]
- Croton leytensis Croizat[7]
- Croton lichenisilvae Leandri[11]
- Croton liebmannii Müll.Arg.[7]
- Croton limae A.P.S.Gomes, M.F.Sales & P.E.Berry[7]
- Croton limnocharis Croizat[7]
- Croton lindheimeri (Engelm. & A.Gray) Alph.Wood[7]
- Croton lindheimerianus Scheele[7]
- Croton lindmanii Urb.[7]
- Croton linearifolius Müll.Arg.[7]
- Croton linearis Jacq.[7]
- Croton lissophyllus Radcl.-Sm. & Govaerts ex Esser[7]
- Croton lombardianus Croizat[7]
- Croton longibracteatus Mart.Gord. & de Luna[7]
- Croton longicolumellus B.W.van Ee & P.E.Berry[10]
- Croton longifolius Müll.Arg.[7]
- Croton longinervius Müll.Arg.[7]
- Croton longipedicellatus J.Léonard[7]
- Croton longiracemosus Hutch.[7]
- Croton longiradiatus Lanj.[7]
- Croton longissimus Airy Shaw[7]
- Croton lotorius Croizat[7]
- Croton loukandensis Pellegr.[7]
- Croton louvelii Leandri[11]
- Croton luciae Croizat[7]
- Croton lucidus L.[7]
- Croton luetzelburgii Pax & K.Hoffm.[7]
- Croton lundianus (Didr.) Müll.Arg.[7]
- Croton luteovirens Wooton & Standl.[7]
- Croton luzianus Müll.Arg.[7]
- Croton luzoniensis Müll.Arg.[7]
- Croton maasii Riina & P.E.Berry[7]
- Croton macbridei Croizat[12]
- Croton macradenis Görts & Punt[7]
- Croton macrobothrys Baill.[7]
- Croton macrobuxus Baill.[11]
- Croton macrocarpus Ridl.[7]
- Croton macrodontus Müll.Arg.[7]
- Croton macrolepis Radcl.-Sm. & Govaerts[7]
- Croton macrostachyus Hochst. ex Delile[11]
- Croton macrostigma Chodat[7]
- Croton maculatus Vahl[7]
- Croton madandensis S.Moore[7]
- Croton maestrensis (Alain) B.W.van Ee & P.E.Berry[7]
- Croton maevaranensis Leandri[11]
- Croton magdalenae Millsp.[7]
- Croton magdalenensis Müll.Arg.[7]
- Croton magneticus Airy Shaw[7]
- Croton magnifolius Sessé & Moc.[7]
- Croton malabaricus Bedd.[7]
- Croton malacotrichus Müll.Arg.[7]
- Croton malambo H.Karst.[7]
- Croton mallotophyllus Croizat[7]
- Croton malvaviscifolius Millsp.[7]
- Croton malvoides (Croizat) Radcl.-Sm. & Govaerts[10]
- Croton mamillatus P.I.Forst.[7]
- Croton manampetsae Leandri[11]
- Croton mandonis Müll.Arg.[7]
- Croton mansfeldii Urb.[7]
- Croton martinianus V.W.Steinmann[7]
- Croton martinicensis Urb.[7]
- Croton masonii I.M.Johnst.[7]
- Croton matourensis Aubl.[12][10]
- Croton matudae Lundell[7]
- Croton mauritianus Lam.[7]
- Croton mavoravina Leandri[11]
- Croton mayanus B.L.León & H.F.M.Vester[7]
- Croton mayumbensis J.Léonard[7]
- Croton mazapensis Lundell[7]
- Croton mcvaughii G.L.Webster[7]
- Croton medians Müll.Arg.[7]
- Croton medusae Müll.Arg.[7]
- Croton meeboldianus Chakrab. & N.P.Balakr.[7]
- Croton meeusei Leandri[11]
- Croton megaladenus Urb.[7]
- Croton megalobotryoides De Wild.[7]
- Croton megalobotrys Müll.Arg. (Syn.: Croton gubouga S.Moore): Sie ist vom südwestlichen Tansania bis zu den südafrikanischen Provinzen Limpopo sowie Mpumalanga verbreitet.[7][15]
- Croton megalocalyx Müll.Arg.[7]
- Croton megalocarpoides Friis & M.G.Gilbert[7]
- Croton megalocarpus Hutch.[7]
- Croton megalodendron Müll.Arg.[7]
- Croton megaponticus Müll.Arg.[7]
- Croton megistocarpus J.A.González & Poveda[13]
- Croton meissneri Müll.Arg.[7]
- Croton mekongensis Gagnep.[7]
- Croton melanoleucus Müll.Arg.[7]
- Croton membranaceus Müll.Arg.[7]
- Croton menabeensis Leandri[11]
- Croton menarandrae Leandri[11]
- Croton menthodorus Benth.[7]
- Croton mentiens (S.Moore) Pax[7]
- Croton menyharthii Pax (Syn.: Croton kwebensis N.E.Br.): Sie ist vom südlichen Äthiopien bis zur südafrikanischen Provinz KwaZulu-Natal weitverbreitet.[7]
- Croton meridensis Croizat[7]
- Croton meridionalis Leandri[11]
- Croton merrillianus Croizat[1]
- Croton metallicus Müll.Arg.[7]
- Croton mexicanus Müll.Arg.[13]
- Croton miarensis Leandri[11]
- Croton micans Sw.[10]
- Croton michaelii V.W.Steinm.[7]
- Croton michauxii G.L.Webster[7]
- Croton micradenus Urb.[7]
- Croton microgyne Croizat[7]
- Croton microphyllinus Radcl.-Sm. & Govaerts[7]
- Croton microtiglium Burkill[7]
- Croton migrans Casar.[7]
- Croton milanjensis Leandri[11]
- Croton millspaughii Standl.[7]
- Croton minimus P.I.Forst.[7]
- Croton miradorensis Müll.Arg.[7]
- Croton miraflorensis Borhidi[7]
- Croton missionum Croizat[7]
- Croton mocquerysii A.DC.[11]
- Croton mollis Benth.[7]
- Croton monanthogynus Michx.[7]
- Croton mongue Baill.[11]
- Croton monogynus Urb.[7]
- Croton montevidensis Spreng.[7]
- Croton montis-silam Airy Shaw[7]
- Croton moonii Thwaites[7]
- Croton moraharivensis Leandri[11]
- Croton morifolius Willd.[13]
- Croton morobensis Croizat[7]
- Croton morotaeus Airy Shaw[7]
- Croton moustiquensis Urb.[7]
- Croton mubango Müll.Arg.[7]
- Croton mucronifolius Müll.Arg.[7]
- Croton muellerianus L.R.Lima[7]
- Croton multicaulis P.I.Forst.[7]
- Croton multicostatus Müll.Arg.[11]
- Croton multiramineus Ahumada[7]
- Croton munizii Borhidi[7]
- Croton muricatus Vahl[11]
- Croton muriculatus Airy Shaw[7]
- Croton muscicapa Müll.Arg.[7]
- Croton mutabilis P.I.Forst.[7]
- Croton mutisianus Kunth[7]
- Croton myrianthus Müll.Arg.[7]
- Croton myriaster Baker[11]
- Croton myricifolius Griseb.[7]
- Croton myriodontus Müll.Arg.[7]
- Croton myrsinites Baill.[7]
- Croton neblinae Jabl.[7]
- Croton nepalensis T.Kuros.[7]
- Croton nepetifolius Croizat[10]
- Croton neuwiedii Müll.Arg.[7]
- Croton nigricans (Mart. ex Schltdl.) Radcl.-Sm. & Govaerts[7]
- Croton nigritanus Scott-Elliot[7]
- Croton nigroviridis Thwaites[7]
- Croton nitens Sw.[7]
- Croton nitidulifolius Croizat: Sie kommt in Peru vor.[12]
- Croton nitidulus Baker[11]
- Croton nitrariifolius Baill.[7]
- Croton niveus Jacq.[13]
- Croton nivifer S.Moore[7]
- Croton nobilis Baill.[11]
- Croton noronhae Baill.[11]
- Croton novae-astigis Croizat[7]
- Croton novi-friburgi Müll.Arg.[7]
- Croton nubigenus G.L.Webster[13]
- Croton nudatus Baill.[11]
- Croton nudulus Croizat[10]
- Croton nummulariifolius A.Rich.[7]
- Croton nummularius Baill.[7]
- Croton nuntians Croizat[7]
- Croton oblongus Burm. f.[7]
- Croton obtusus Rusby[7]
- Croton ochromifolius Rusby[7]
- Croton odontadenius Müll.Arg.[7]
- Croton oerstedianus Müll.Arg.[13]
- Croton olanchanus Standl. & L.O.Williams[7]
- Croton oleoides Müll.Arg.[7]
- Croton oligandrus Pierre ex Hutch.[7]
- Croton oliganthus Müll.Arg.[7]
- Croton olivaceus Müll.Arg.[12]
- Croton ophiticola Borhidi[7]
- Croton orbicularis Thunb.[7]
- Croton orbignyanus Müll.Arg.[10]
- Croton oreades Leandri[11]
- Croton organensis Baill.[7]
- Croton orientesensis Borhidi[7]
- Croton origanifolius Lam.[7]
- Croton orinocensis Müll.Arg.[7]
- Croton ortegae Standl.[7]
- Croton ortholobus Müll.Arg.[13]
- Croton ovalifolius Vahl[13][10]
- Croton oxyphyllus Müll.Arg.[7]
- Croton pachecensis S.Moore[7]
- Croton pachypodus G.L.Webster[10]
- Croton pachyrachis Alain[7]
- Croton pachysepalus Griseb.[7]
- Croton pagiveteris Croizat[7]
- Croton palanostigma Klotzsch[12][10]
- Croton palawanensis Merr. ex Croizat[7]
- Croton pallidus Müll.Arg.[7]
- Croton palmatus Sessé & Moc.[7]
- Croton palmeri S.Watson[7]
- Croton paludosus Müll.Arg.[7]
- Croton pampangensis Croizat[7]
- Croton panduriformis Müll.Arg.[7]
- Croton pannosus Thunb.[7]
- Croton paraensis Müll.Arg.[7]
- Croton paraguayensis Chodat[7]
- Croton pardinus Müll.Arg.[7]
- Croton parksii Croizat[7]
- Croton parodianus Croizat[7]
- Croton parvifolius Müll.Arg.[7]
- Croton patrum L.B.Sm. & Downs[7]
- Croton paucistamineus Müll.Arg.[7]
- Croton pavonianus Radcl.-Sm. & Govaerts[7]
- Croton pavonis Müll.Arg.[7]
- Croton paxianus Herter ex Arechav.[7]
- Croton payaquensis Standl.[13]
- Croton pedersenii Ahumada[7]
- Croton pedicellatus Kunth[12]
- Croton pedunculatus Vell.[7]
- Croton peekelii Lauterb.[7]
- Croton pellitus Kunth[7]
- Croton peltatus Thunb.[7]
- Croton peltieri Leandri[11]
- Croton peltophorus Müll.Arg.[12][10]
- Croton pendens Lundell[7]
- Croton penduliflorus Hutch.[7]
- Croton penninervis Scheele[7]
- Croton peraeruginosus Croizat[7]
- Croton peraffinis Müll.Arg.[7]
- Croton perimetralensis Secco[7]
- Croton perintricatus Croizat[10]
- Croton perlongiflorus Croizat[12]
- Croton perrieri Leandri[11]
- Croton persimilis Müll.Arg.[7]
- Croton perspeciosus Croizat[12][10]
- Croton peruvianus Briq.[12]
- Croton pervestitus C.Wright ex Griseb.[7]
- Croton perviscosus Croizat[7]
- Croton petraeus Müll.Arg.[7]
- Croton phaenodon Airy Shaw[7]
- Croton phebalioides F.Muell. ex Müll.Arg.[7]
- Croton phuquocensis Croizat[7]
- Croton phyllanthus (Chodat & Hassl.) G.L.Webster[7]
- Croton piauhiensis Müll.Arg.[7]
- Croton pilgeri Ule[12]
- Croton pilophorus Airy Shaw[7]
- Croton pilosus Spreng.[7]
- Croton pilulifer Rusby (Syn.: Croton densiflorus Pax & K. Hoffm.): Sie ist von Bolivien bis ins nordwestliche Argentinien verbreitet.[10]
- Croton piptocalyx Müll.Arg.[7]
- Croton plagiograptus Müll.Arg.[7]
- Croton platyphyllus Lundell[11]
- Croton pleytei Airy Shaw[7]
- Croton poecilanthus Urb.[7]
- Croton poggei Pax[7]
- Croton poilanei Gagnep.[7]
- Croton poitaei Urb.[7]
- Croton polot Burm. f.[7]
- Croton polyandrus Spreng.[7]
- Croton polycarpus Benth.[7]
- Croton polygonoides L.B.Sm. & Downs[7]
- Croton polypleurus Croizat[7]
- Croton polytomus Urb.[7]
- Croton polytrichus Pax[7]
- Croton pontis Croizat[7]
- Croton poomae Esser[7]
- Croton potabilis Croizat[7]
- Croton potaroensis Lanj.[7]
- Croton pottsii (Klotzsch) Müll.Arg.[7]
- Croton priorianus Urb.[7]
- Croton priscus Croizat[7]
- Croton procumbens Jacq.[7]
- Croton promunturii Leandri[11]
- Croton prostratus Urb.[7]
- Croton pseudoadipatus Croizat[7]
- Croton pseudofragrans Croizat[7]
- Croton pseudoglabellus Lundell[7]
- Croton pseudoniloticus De Wild.[7]
- Croton pseudoniveus Lundell[13]
- Croton pseudopopulus Baill.[7]
- Croton pseudopulchellus Pax: Sie ist vom tropischen bis ins südliche Afrika weitverbreitet.[7]
- Croton pubescens Geiseler[7]
- Croton pulcher Müll.Arg.[7]
- Croton pulegiodorus Baill.[7]
- Croton pulegioides Müll.Arg.[7]
- Croton pullei Lanj.[7]
- Croton punctatus Jacq.[13][14]
- Croton puncticulatus Müll.Arg.[7]
- Croton pungens Jacq.[13]
- Croton purdiei Müll.Arg.[7]
- Croton purpurascens Y.T.Chang[1]
- Croton pycnadenius Müll.Arg.[7]
- Croton pycnanthus Benth.[12]
- Croton pycnocephalus Baill.[7]
- Croton pycnophyllus Salzm. ex Schltdl.[7]
- Croton pygmaeus L.R.Lima[7]
- Croton pynaertii De Wild.[7]
- Croton pyrifolius Müll.Arg.[7]
- Croton pyrosoma (Croizat) Radcl.-Sm. & Govaerts[7]
- Croton quadrisetosus Lam.[12][10]
- Croton quercetorum Croizat[9]
- Croton quintasii Allem[9]
- Croton quisumbingianus Croizat[9]
- Croton radlkoferi Pax & K.Hoffm.[9]
- Croton rakotoniainii Leandri[11]
- Croton ramboi Allem[9]
- Croton ramellae Ahumada[9]
- Croton ramillatus Croizat[9]
- Croton ranohirae Leandri[11]
- Croton rarus P.I.Forst.[9]
- Croton rectipilis Croizat[9]
- Croton redolens Pittier[9]
- Croton reflexifolius Kunth[9]
- Croton refractus Müll.Arg.[9]
- Croton regelianus Müll.Arg.[9]
- Croton regeneratrix Leandri[11]
- Croton rehderianus Croizat[12]
- Croton reitzii L.B.Sm. & Downs[9]
- Croton repens Schltdl.[13]
- Croton revolutus (Alain) B.W.van Ee & P.E.Berry[9]
- Croton rhamnifolioides Pax & K.Hoffm.[9]
- Croton rheophyticus Airy Shaw[9]
- Croton rhexiifolius Baill.[9]
- Croton rhodostachyus Müll.Arg.[9]
- Croton rimbachii Croizat[10]
- Croton ripensis Kaneh. & Hatus.[9]
- Croton rivinifolius Kunth[12]
- Croton rivularis Müll.Arg.: Sie kommt nur in der südafrikanischen Provinz Ostkap vor.[15]
- Croton roborensis Standl.[9]
- Croton robustior (L.B.Sm. & Downs) Radcl.-Sm. & Govaerts[9]
- Croton robustus Kurz[9]
- Croton roraimensis Croizat[9]
- Croton rosarianus Mart.Gord. & Cruz Durán[9]
- Croton rosmarinoides Millsp.[9]
- Croton rottlerifolius Baill.[9]
- Croton rotundifolius Sessé & Moc.[9]
- Croton roxanae Croizat[9]
- Croton rubiginosus Croizat[12]
- Croton rubricapitirupis Leandri[9]
- Croton rudolphianus Müll.Arg.[9]
- Croton rufoargenteus Müll.Arg.[9]
- Croton rufolepidotus Caruzo & Riina[9]
- Croton ruizianus Müll.Arg.[12][10]
- Croton rupestris (Chodat & Hassl.) G.L.Webster[9]
- Croton rusbyi Britton ex Rusby[10]
- Croton russulus Croizat[9]
- Croton rutilus (Chodat & Hassl.) G.L.Webster[9]
- Croton sacaquinha Croizat[9]
- Croton sagranus Müll.Arg.[9]
- Croton saipanensis Hosok.[9]
- Croton sakamaliensis Leandri[11]
- Croton saltensis Griseb.[10]
- Croton salutaris Casar.[9]
- Croton salviformis Baill.[11]
- Croton salzmannii (Baill.) G.L.Webster[9]
- Croton samarensis Airy Shaw[9]
- Croton sampatik Müll.Arg.[12][10]
- Croton sanctae-crucis S.Moore[9]
- Croton sancti-lazari Croizat[9]
- Croton santaritensis Huft[9]
- Croton santisukii Airy Shaw[9]
- Croton santolinus Baill.[9]
- Croton sapiiflorus Croizat[12]
- Croton sapiifolius Müll.Arg.[9]
- Croton sarcopetaloides S.Moore[9]
- Croton sarcopetalus Müll.Arg.[9]
- Croton sarocarpus Balf. f.[9]
- Croton scaber Willd.[12]
- Croton scabiosus Bedd.[9]
- Croton scarciesii Scott-Elliot[9]
- Croton scheffleri Pax[9]
- Croton schiedeanus Schltdl.[13][12][10]
- Croton schimperianus Müll.Arg.[9]
- Croton schultesii Müll.Arg.[9]
- Croton schultzii Benth.[9]
- Croton sclerocalyx (Didr.) Müll.Arg.[9]
- Croton scopuligenus Croizat[9]
- Croton scoriarum Leandri[11]
- Croton scottii Baill.[11]
- Croton scouleri Hook. f.[9]
- Croton scutatus P.E.Berry[9]
- Croton sellowii Baill.[9]
- Croton seminudus Müll.Arg.[9]
- Croton semivestitus Müll.Arg.[9]
- Croton senescens Croizat[9]
- Croton sepalinus Airy Shaw[9]
- Croton seputubensis Hoehne[9]
- Croton seretii Vermoesen ex De Wild.[9]
- Croton serpyllifolius Baill.[9]
- Croton serratifolius Baill.[10]
- Croton serratus Müll.Arg.[9]
- Croton setigerus Hook.[9]
- Croton sexmetralis Croizat[9]
- Croton shreveanus Croizat[9]
- Croton sibundoyensis Croizat[9]
- Croton siderophyllus Baill.[9]
- Croton sidifolius Lam.[9]
- Croton siltepecensis Lundell[9]
- Croton silvanus Croizat[9]
- Croton simulans P.I.Forst.[9]
- Croton sincorensis Mart. ex Müll.Arg.[9]
- Croton singularis Airy Shaw[9]
- Croton sipaliwinensis Lanj.[9]
- Croton skutchii Standl.[13]
- Croton smithianus Croizat[13]
- Croton socotranus Balf. f.[9]
- Croton solanaceus (Müll.Arg.) G.L.Webster[9]
- Croton soliman Cham. & Schltdl.[9]
- Croton somalensis Pax[9]
- Croton sonderianus Müll.Arg.[9]
- Croton sonorae Torr.[9]
- Croton soratensis Müll.Arg.[10]
- Croton sordidus Benth.[9]
- Croton sousae Mart.Gord. & Cruz Durán[9]
- Croton speciosus Müll.Arg.[13]
- Croton sphaerogynus Baill.[9]
- Croton spica Baill.[10]
- Croton spiciflorus Thunb.[9]
- Croton spiraeifolius Jabl.[9]
- Croton spiralis Müll.Arg.[9]
- Croton spissirameus Radcl.-Sm. & Govaerts[9]
- Croton splendidus Mart.[9]
- Croton spruceanus Benth.[10]
- Croton spurcus Croizat[12]
- Croton stahelianus Lanj.[9]
- Croton staminosus Müll.Arg.[9]
- Croton standleyanus Croizat[9]
- Croton stanneum Baill.[11]
- Croton steenkampianus Gerstner: Sie ist von Tansania (nur Uzaramo) über das südliche Mosambik bis zu den südafrikanischen Provinzen KwaZulu-Natal, Limpopo, Mpumalanga verbreitet.[9][15]
- Croton stellatoferrugineus Caruzo & Cordeiro[9]
- Croton stellatopilosus H.Ohba[9]
- Croton stelluliferus Hutch.[9]
- Croton stenopetalus G.L.Webster[9]
- Croton stenophyllus Griseb.[9]
- Croton stenosepalus Müll.Arg.[12]
- Croton stenotrichus Müll.Arg.[9]
- Croton stigmatosus F.Muell.[9]
- Croton stipulaceus Kunth[9]
- Croton stipularis (Müll.Arg.) G.L.Webster[9]
- Croton stipulatus Vell.[9]
- Croton stockeri (Airy Shaw) Airy Shaw[9]
- Croton stoechadis Baill.[9]
- Croton strobiliformis Secco[9]
- Croton stylosus Müll.Arg.[9]
- Croton suaveolens Torr.[9]
- Croton suavis Kunth[9]
- Croton subacutus (Baill.) Müll.Arg.[9]
- Croton subaemulans Baill.[11]
- Croton subasperrimum Secco, P.E.Berry & Rosário[9]
- Croton subcinerellus Croizat[10]
- Croton subcomosus Müll.Arg.[9]
- Croton subcompressus Müll.Arg.[9]
- Croton subdecumbens Borhidi & O.Muñiz[9]
- Croton subdioecus K.Schum.[9]
- Croton suberosus Kunth[9]
- Croton subferrugineus Müll.Arg.[9]
- Croton subfragilis Müll.Arg.[9]
- Croton subglaber K.Schum.[9]
- Croton subincanus Müll.Arg.[9]
- Croton subjucundus Croizat[9]
- Croton sublepidotus Müll.Arg.[9]
- Croton sublinearis Leandri[11]
- Croton sublyratus Kurz[9]
- Croton submetallicus Baill.[11]
- Croton subpannosus Müll.Arg. ex Griseb.[10]
- Croton subserratus Jabl.[9]
- Croton subsuavis Croizat[9]
- Croton subvillosus Müll.Arg.[9]
- Croton sucrensis Steyerm.[9]
- Croton sulcifructus Balf. f.[9]
- Croton sumatranus Miq.[9]
- Croton sutup Lundell[9]
- Croton suyapensis Ant.Molina[9]
- Croton sylvaticus Hochst.: Sie gedeiht in Küsten- und Binnenwäldern oder Gebüschen, oft entlang von Fließgewässern im Südlichen Afrika vom südafrikanischen Port St. Johns im Ostkap über KwaZulu-Natal bis Eswatini sowie Mpumalanga bis Limpopo.[15]
- Croton tabascensis Lundell[13]
- Croton tacanensis Lundell[9]
- Croton talaeporos Radcl.-Sm.[9]
- Croton tamberlikii Müll.Arg.[10]
- Croton tanalorum Leandri[11]
- Croton tarapotensis Müll.Arg.[12]
- Croton tardiflorens Leandri[11]
- Croton tartonraira Müll.Arg.[10]
- Croton tartonrairoides Pax & K.Hoffm.[9]
- Croton tchibangensis Pellegr.[9]
- Croton tejucensis Müll.Arg.[9]
- Croton tenellus Müll.Arg.[9]
- Croton tenuicaudatus Lundell[13][14]
- Croton tenuicaulis B.W.van Ee & P.E.Berry[9]
- Croton tenuifolius Pax & K.Hoffm.[9]
- Croton tenuilobus S.Watson[9]
- Croton terminalis Vell.[9]
- Croton tessmannii Mansf.[12]
- Croton tetradenius Baill.[9]
- Croton teucridium Baill.[9]
- Croton texensis (Klotzsch) Müll.Arg.[9]
- Croton thellungianus (Herter ex Arechav.) Radcl.-Sm. & Govaerts[9]
- Croton thoii Thin[9]
- Croton thomasii Riina & P.E.Berry[9]
- Croton thorelii Gagnep.[9]
- Croton thouarsianus Baill.[11]
- Croton thurifer Kunth[12]
- Croton thymelinus Baill.[9]
- Croton tiglium L.[1]
- Croton tiliifolius Lam.[11]
- Croton timandroides (Didr.) Müll.Arg.[9]
- Croton timotensis Pittier[9]
- Croton tocantinsensis Radcl.-Sm. & Govaerts[9]
- Croton tomentellus F.Muell.[9]
- Croton tonantinensis Jabl.[9]
- Croton tonduzii Pax[13]
- Croton torreyanus Müll.Arg.[9]
- Croton touranensis Gagnep.[9]
- Croton tranomarensis Leandri[11]
- Croton tremulifolius Croizat[9]
- Croton triacros F.Muell.[9]
- Croton triangularis Müll.Arg.[9]
- Croton trichophilus (Pax & K.Hoffm.) Radcl.-Sm. & Govaerts[9]
- Croton trichotomus Geiseler[11]
- Croton tricolor Klotzsch ex Baill.[10]
- Croton tridentatus Mart. ex Müll.Arg.[9]
- Croton triglandulatus Vell.[9]
- Croton trigonocarpus Griseb.[9]
- Croton trinitatis Millsp.[13][12][10]
- Croton triqueter Lam.[10]
- Croton trombetensis Secco, P.E.Berry & N.A.Rosa[9]
- Croton troncosoi Ahumada[9]
- Croton tsaratananae Leandri[11]
- Croton tsiampiensis Leandri[11]
- Croton tuerckheimii Donn.Sm.[9]
- Croton tulasnei Baill.[11]
- Croton turnerifolius S.Moore[9]
- Croton turumiquirensis Steyerm.[9]
- Croton tyndaridum Croizat[12]
- Croton umbratilis Kunth[9]
- Croton uribei Croizat[9]
- Croton urophyllus Wall. ex Voigt[9]
- Croton urticifolius Lam.[10]
- Croton urucurana Baill.[10]
- Croton uruguayensis Baill.[10]
- Croton vaccinioides A.Rich.[9]
- Croton vaillantii Geiseler[9]
- Croton varelae V.W.Steinm.[9]
- Croton vatomandrensis Leandri[11]
- Croton vaughanii Croizat[9]
- Croton vauthierianus Baill.[9]
- Croton velame Müll.Arg.[9]
- Croton vellozoanus Müll.Arg.[9]
- Croton velutinus Baill.[9]
- Croton venturii Croizat[9]
- Croton vepretorum Müll.Arg.[9]
- Croton verapazensis Donn.Sm.[9]
- Croton verbascoides G.L.Webster[9]
- Croton verbenifolius Müll.Arg.[9]
- Croton vergarenae (Jabl.) Gillespie[9]
- Croton vermoesenii De Wild.[9]
- Croton verreauxii Baill.[9]
- Croton verrucosus Radcl.-Sm. & Govaerts[9]
- Croton versicolor Müll.Arg.[9]
- Croton verticillatus Sessé & Moc.[9]
- Croton vestitus Spreng.[9]
- Croton vidalii Airy Shaw[9]
- Croton vietnamensis Radcl.-Sm. & Govaerts[9]
- Croton villosissimus (Chodat & Hassl.) Radcl.-Sm. & Govaerts[9]
- Croton viminalis Griseb.[9]
- Croton virgultosus Müll.Arg.[9]
- Croton viridulus (Croizat) Radcl.-Sm. & Govaerts[9]
- Croton virletianus Müll.Arg.[9]
- Croton vitifolius Lundell[9]
- Croton vogelianus Airy Shaw[9]
- Croton vohemarensis Radcl.-Sm.[11]
- Croton vohibariensis Leandri[11]
- Croton vulnerarius Baill.[9]
- Croton vulpinus Sessé & Moc.[9]
- Croton wagneri Müll.Arg.[9]
- Croton wallichii Müll.Arg.[9]
- Croton waltherioides Urb.[9]
- Croton wassi-kussae Croizat[9]
- Croton waterhouseae P.I.Forst.[9]
- Croton watsonii Standl.[13]
- Croton websteri M.J.Martinez Gordillo & J.Jiménez Ram.[9]
- Croton wellensii De Wild.[9]
- Croton widgrenianus Müll.Arg.[9]
- Croton wigginsii L.C.Wheeler[9]
- Croton willdenowii G.L.Webster[9]
- Croton wissmannii O.Schwartz[9]
- Croton wittianus Ule[9]
- Croton womersleyi Airy Shaw[9]
- Croton xalapensis Kunth[13]
- Croton xanthochylus Croizat[9]
- Croton xiaopadou (Y.T.Chang & S.Z.Huang) H.S.Kiu[9]
- Croton yacaensis Croizat[9]
- Croton yangchunensis H.G.Ye & N.H.Xia[9]
- Croton yanhuii Y.T.Chang[1]
- Croton yavitensis Croizat[10]
- Croton yecorensis V.W.Steinmann & Felger[9]
- Croton yerbalium Chodat & Hassl.[9]
- Croton ynesae Croizat[9]
- Croton ypanemensis Müll.Arg.[9]
- Croton ysabelae Croizat[9]
- Croton yucatanensis Lundell[13]
- Croton yungensis Croizat[10]
- Croton yunnanensis W.W.Sm.[1]
- Croton zambalensis Merr.[9]
- Croton zavaletae Conz. ex Rzed. & al.[9]
- Croton zehntneri Pax & K.Hoffm.[9]
- Croton zeylanicus Müll.Arg.[9]